# San Francisco 49ers
Die San Francisco 49ers sind ein American-Football-Team aus Santa Clara in der kalifornischen San Francisco Bay Area. Sie wurden 1946 gegründet und waren das erste Franchise Nordkaliforniens. Von 1946 bis 1949 gehörten sie der Liga All-America Football Conference (AAFC) an. Seit der Fusion der AAFC und National Football League (NFL) im Jahr 1950 sind die 49ers Mitglied der NFL und spielen seit 1970 in der Western Division der National Football Conference (NFC).
Lange sportliches Mittelmaß, gewannen die 49ers zwischen 1981 und 1994 fünfmal die Meisterschaft der NFL, den Super Bowl. Die ersten drei Titel errangen sie mit Bill Walsh als verantwortlichem Head Coach/General Manager und Joe Montana als Quarterback, die letzten beiden unter Führung von George Seifert mit Joe Montana und Steve Young als Quarterbacks. Die 49ers stellten in dieser Zeit zahlreiche noch gültige NFL-Rekorde auf. Nach einer Phase des sportlichen Niedergangs fand das Team in den 2010er-Jahren teilweise zu alter Stärke zurück.
Die 49ers sind der Zeitschrift Forbes zufolge im Jahr 2023 mit einem Wert von 6 Milliarden US-Dollar das neuntwertvollste Franchise in der NFL. Sie sind zudem, über ihre Tochter 49ers Enterprises, Eigner der Fußballclubs Leeds United, Los Angeles FC und Grasshoppers Zürich.

## Geschichte

### Gründung und Teilnahme in der AAFC (1946–1949)
Die von Tony Morabito 1946 als Franchise-Unternehmen gegründeten San Francisco 49ers waren das erste nordkalifornische Profiteam in einer der vier weitverbreitetsten US-amerikanischen Sportarten American Football, Basketball, Eishockey und Baseball. Der Namensbestandteil 49ers geht auf die Bezeichnung Forty-Niners für die Teilnehmer des Kalifornischen Goldrauschs zurück, der im Jahr 1849 seinen Höhepunkt erreicht hatte. Darauf bezugnehmend werden die Cheerleader der San Francisco 49ers auch Goldrush genannt. Kurz nach Gründung beteiligte Morabito seinen Bruder Vic am Unternehmen. Die Spieler der 49ers kamen in den frühen Jahren hauptsächlich aus dem Umland, ebenso wie der erste Trainer Lawrence Shaw. Von 1946 bis 1949 spielte die offensiv ausgerichtete Mannschaft in der AAFC, ab der Fusionierung beider Ligen im Jahr 1950 in der NFL.
Tony Morabito versuchte bereits in den Jahren 1942 und 1944 der NFL beizutreten, doch die NFL wollte ihre geografische Struktur (kein Team westlich von Chicago) vorerst nicht ändern. Er wollte ein professionelles Team in der Bay Area gründen, da diese bereits bekannt für College Football war (besonders die Teams der Berkeley und der Stanford-Universität). Daher schloss er sich mit dem Journalisten der Chicago Tribune Arch Ward zusammen, um eine rivalisierende Liga zur NFL, die All-America Football Conference (AAFC), zu gründen. Am 6. Juni 1944 wurde in St. Louis das erste Treffen der AAFC abgehalten.
In allen vier Saisons der AAFC konnten die 49ers immer einer positiven Saisonbilanz aufweisen. Sowohl die Offense als auch die Defense gehörten zu den Besten der Liga, jedoch spielten die Cleveland Browns in derselben Division wie die 49ers. Daher konnten sich die 49ers in den ersten drei Jahren nicht für die Play-offs qualifizieren, da die Browns die Liga dominierten. Im Jahr 1949 verlor die AAFC die Brooklyn Dodgers, sodass alle Mannschaften in einer Division spielten. Die 49ers konnten sich daher als Zweitplatzierter der Division für die Play-offs qualifizieren. Nach einem 17:7-Sieg gegen die New York Yankees erreichte man das AAFC Championship Game, welches man mit 7:21 gegen die Cleveland Browns verlor. Zwei Tage vor dem AAFC-Meisterschaftsspiel einigten sich die NFL und die AAFC auf eine Fusion der beiden Ligen. Neben den Baltimore Colts und Cleveland Browns bekamen die 49ers eine Lizenz für die NFL.

### Erste Jahre in der NFL (1950–1959)
Nach schwierigem Start in der neuen Liga mit nur drei Siegen in der ersten Saison gelang es Fullback Joe Perry als erstem Footballspieler in der NFL, 1.000 Yards in zwei aufeinander folgenden Jahren zu erlaufen (1953 und 1954). Trotz einiger Spitzenspieler fehlte die Tiefe im Kader, sodass die 49ers meistens im sportlichen Mittelmaß zu finden waren. In den Saisons 1951 bis 1954 konnten die 49ers immer den zweiten oder dritten Platz der National bzw. Western Conference erzielen, bevor in der Saison 1955 der Absturz mit nur vier Siegen bei acht Niederlagen erfolgte. In der Saison 1957 konnten die 49ers erstmals größeren Erfolg verbuchen. 1957 starb einer der beiden Besitzer, Tony Morabito, während eines Auswärtsspiels bei den Chicago Bears an einem Herzinfarkt. Die Saison beendeten die 49ers mit einer Bilanz von 8-4 und unterlagen dem späteren Meister, den Detroit Lions, erst im Entscheidungsspiel um den Titel der Western Conference. Die Saison 1958 wurde mit einer ausgeglichenen Bilanz von sechs Siegen und sechs Niederlagen beendet, in der nächsten Saison gelang mit sieben Siegen bei fünf Niederlagen eine leichte Verbesserung.
Sportlich prägten neben Quarterback Y. A. Tittle vor allem Halfback Hugh McElhenny, die Fullbacks Joe Perry und John Henry Johnson (diese vier wurden auch als das Million Dollar Backfield und The Fabulous Foursome bekannt) diese Zeit. Das Quartett wurde als einziges Full-House-Backfield (Drei Runningbacks stehen hinter dem Quarterback) in die Pro Football Hall of Fame gewählt. Die Runningbacks brachten jeweils ihre unterschiedlichen Stärken in die Offensive ein – McElhenny war ein sehr beweglicher Spieler, Perry extrem schnell, der muskulöse Johnson dagegen ein starker Vorblocker.

### 1960er Jahre
Anfang der Sechziger führte der Trainer W. Howard „Red“ Hickey die Shotgun-Formation bei den San Francisco 49ers ein, was eine neue und ansehnliche Dimension in ihr Offensiv-Spiel brachte und dem Quarterback mehr Zeit in der Pocket gab. Dank der neuen Shotgun-Offense startete das Team mit einer Bilanz von 4 Siegen und nur einer Niederlage in die Saison, bevor die anderen Teams sich in der Defensive auf diese neue Taktik eingestellt hatten. Im sechsten Saisonspiel traf man auf die Chicago Bears, die über das gesamte Spiel mit einem aggressiven Rush gegen den Quarterback die Shotgun-Offense der 49ers wirksam unterbanden und das Spiel so 31:0 gewannen. Danach fiel das Team ab und kam am Ende zu einer Bilanz von 7 Siegen, 6 Niederlagen und einem Unentschieden. Jedoch hatte Hickeys Beispiel dafür gesorgt, dass auch andere Teams sich für die Shotgun-Formation interessierten. Deshalb wurde diese immer häufiger verwendet und heutzutage sieht man die Formation, vor allem im College Football, noch oft.
Die meisten Saisons wurden mit einer ausgeglichenen Bilanz abgeschlossen, die Ausnahmen waren 1963 mit einer Bilanz von 2-12 und 1964 mit einer Bilanz von 4-12. Im Mai 1964 starb auch Vic Morabito an einem Herzinfarkt. Nach dem Tod beider Brüder ging die Kontrolle über die 49ers auf ihre beiden Witwen Josephine Morabito und Jane Morabito über. Diese überließen die Leitung des Teams, dem ersten Team-Präsident der Franchise, Lou Spadia, ein gebürtiger San Franciscan.

### 1970er Jahre
Unter Trainer Dick Nolan konnten die San Francisco 49ers die Dekade positiv beginnen, man gewann von 1970 bis 1972 dreimal in Folge den Division-Titel in der Western Division der NFC. Allerdings scheiterte die 49ers in den Play-offs immer an den Dallas Cowboys um ihren Quarterback Roger Staubach.
In den folgenden beiden Jahren verschlechterte sich das Team und wies eine negative Bilanz auf. Unter dem neuen Trainer/General Manager Monte Clark wurde ein Neuaufbau eingeleitet und in der Saison 1976 konnten die 49ers wieder eine Bilanz von acht Siegen bei sechs Niederlagen aufweisen.
Aufgrund der stark ansteigenden Spielergehälter in der NFL erkannten die beiden Morabito-Witwen, dass sie finanziell nicht mehr länger mit den anderen Teams konkurrieren konnten und beschlossen im März 1977, das Team zu verkaufen. Auf Vermittlung von Al Davis, dem Teambesitzer der Oakland Raiders, wurden die 49ers von Edward DeBartolo Sr. gekauft, der die Verantwortung seinem Sohn Edward DeBartolo Jr. übertrug.
Die mit dem American Football nicht vertrauten DeBartolos engagierten den innerhalb der NFL weithin als unfähig bekannten Joe Thomas als Manager und entließen Monte Clark. Auch Team-Präsident Lou Spadia wurde auf eine Berater-Tätigkeit zurückgestuft, bevor er nachfolgend von Thomas entlassen wurde. Unter Thomas kam es zu einem dramatischen Abwärtstrend. 1977 fiel das personell unveränderte Team zurück auf eine Bilanz von 5 Siegen bei 9 Niederlagen. Thomas feuerte danach den von ihm selbst ausgewählten Trainer und entließ auch viele wichtige Spieler wie den erst 1975 teuer verpflichteten Quarterback Jim Plunkett, der stattdessen zu den Oakland Raiders ging und mit ihnen in der Folge zwei Super-Bowl-Siege errang. Dazu gab er den Erstrunden-Pick im 1979er-Draft für den alternden Runningback O. J. Simpson ab, der nach mehreren Knieverletzungen weit von seinem alten Leistungsniveau entfernt war. In der Saison 1978 folgte ein Katastrophenjahr, mit einer Bilanz von zwei Siegen und 14 Niederlagen sowie mit drei Trainern in zwölf Monaten. Der zur Saison neu gekommene Trainer Pete McCulley musste bereits mit nur einem Sieg nach neun Spielen gehen, sein Ersatzmann Fred O’Connor gewann nur eines aus den letzten sieben Spielen. Thomas überließ den von ihm engagierten Trainern lediglich nominell die Kontrolle und entschied selbst über Aufstellung und Spielplan. Am Saisonende wurde Thomas als der eigentliche Grund für die Misere entlassen.

### Die Bill-Walsh-Ära (1979–1988)

Die West Coast Offense wird oft im Pro set ausgeführt. Bei vielen Spielzügen absolvieren beide Wide Receiver (WR), der Tight End (TE) und beide Runningbacks (HB, FB) präzise Laufrouten.

Die DeBartolos verpflichteten nun Bill Walsh als Manager und Trainer. Walsh war bisher Trainer der Stanford Cardinal gewesen und hatte vorher erfolgreich als Assistenzcoach bei den Cincinnati Bengals gearbeitet.
Nachdem die 49ers Ende der Siebziger eines der schlechtesten Teams in der NFL waren, kam nun mit Bill Walsh die Wende. Unter seiner Regie gewannen die San Francisco 49ers drei Super Bowls und wurden damit zum Team der Achtziger. Walsh baute das Team durch mehrere erfolgreiche Zugänge im NFL Draft neu auf und führte mit der Mannschaft die neue West Coast Offense ein, die vor allem auf einem systematischen, kurzem und präzisem Passspiel beruhte, das auch die Runningbacks und Tight Ends mit vielen Pässen bedachte. So gelang es Runningback Roger Craig als erstem NFL-Spieler, sowohl über 1.000 Yards zu erlaufen, als auch über 1.000 Yards Pässe zu fangen. Diese Neuerungen fielen zusammen mit den weitreichenden Regeländerungen der NFL von 1978, die die Dominanz der Verteidigung (wie etwa die der Pittsburgh Steelers, die dank ihrer dominanten Defense 4 Titel in den 1970ern gewannen) beenden und mehr Offensivspektakel begünstigen sollten. Walshs Philosophie stand im Gegensatz zur Praxis der meisten Teams Ende der 1970er Jahre, die in der Offensive auf geradlinige Konzepte setzte, vor allem das Laufspiel betonte und das Passspiel nur im Notfall mit vertikalen Passrouten benutzte. In den folgenden Jahren sollte seine Offense zum oft kopierten Maßstab in der NFL werden.
Im ersten Draft seiner Amtszeit sicherte sich Walsh in der dritten Runde den bis dahin übersehenen Joe Montana, den er in den folgenden Jahren behutsam zum Franchise-Quarterback aufbaute. In der Saison 1979 konnten die 49ers die Saison nur mit einer Bilanz von 2-14 beenden.
Der zweite Draftjahrgang Walshs war weniger wegweisend und brachte nur wenige unterstützende Spieler. Die Saison 1980 begann mit drei Siegen, doch die 49ers verloren anschließend die nächsten acht Spiele. In der Mitte der Saison übernahm Joe Montana den Starter-Posten von Steve DeBerg. Das Highlight der Saison war der 38:35-Sieg gegen die bis dahin sieglosen New Orleans Saints (das bis dahin größte Comeback in der NFL), bei dem die 49ers einen Halbzeit-Rückstand von 7:35 in einen Overtime-Sieg verwandelten.
In seinem dritten Draft 1981 als Verantwortlicher sicherte sich Walsh dann Ronnie Lott, welcher einer der besten Defensivspieler der NFL wurde und für die nächste Dekade als tragende Säule in der Defensive und als vokaler Anführer in der Umkleidekabine entscheidenden Anteil am Erfolg der Franchise haben sollte. Dazu draftete Walsh die Defensive Backs Eric Wright und Carlton Wiliamson, welche wichtige Spieler für die Defense wurden. Die Defense wurde zur tragenden Stütze in den nächsten Jahren und verhalf den 49ers zum sportlichen Erfolg.
Nach Jahren der Aufbauphase führte Walsh die 49ers in der Saison 1981 zu einer 13-3-Bilanz und zu ersten Play-off-Teilnahme seit 1972. Bereits im NFC Championship Game gegen die Dallas Cowboys konnte Joe Montana seine Spitznamen (Joe Cool und The Comeback Kid) rechtfertigen und dort begann sein legendärer Status in der NFL. Montana besaß ein sehr gutes Verständnis für das Spiel und konnte seine eher schwachen physischen Eigenschaften wettmachen. Dadurch war er den meisten Quarterbacks in der Liga überlegen, da diese eher mit starken physischen Eigenschaften überzeugen konnten. Außerdem war Montana sehr gut für die West Coast Offense von Bill Walsh geeignet, da diese vom Quarterback eine hohe Spielintelligenz voraussetzte.
Die Cowboys lagen spät im Spiel mit 27:21 in Führung, doch die 49ers hatten mit einem letzten Drive noch die Möglichkeit, das Spiel zu gewinnen. Nach acht Pässen und vier Läufen standen die 49ers an der 6-Yard-Linie der Cowboys. Beim nächsten Spielzug warf Montana aus der Bewegung in die Endzone, wo Wide Receiver Dwight Clark, ein Zehntrundenpick aus Clemson, den Ball im Sprung fangen konnte. Dieser Spielzug wurde auch als "The Catch" bekannt und gilt als einer der berühmtesten Spielzüge der NFL. Erstmals zogen die 49ers in den Super Bowl XVI ein und gewannen diesen gegen Walshs früheren Arbeitgeber, die Cincinnati Bengals mit 26:21. Diesen Triumph verdankte man zu Großteilen der Defense.
In der Folgesaison stürzte das Team ab und verpasste die Play-offs. Die Gründe sind umstritten, Walsh machte später unter anderem den Kokainkonsum einiger Spieler verantwortlich. Ab der nächsten Saison starteten die 49ers jedoch eine 17 Jahre andauernde Serie, die eine positive Bilanz mit mindestens 10 Siegen aufwies. In den Play-offs scheiterten die 49ers knapp am späteren Super-Bowl-Sieger, den Washington Redskins. In der Saison 1984 folgte der zweite Triumph: Nach einer starken Saison mit einer 15-1-Bilanz gewann das Team souverän den Super Bowl XIX gegen die Miami Dolphins. Auch hier war die Defense maßgeblich. Während der Quarterback der Miami Dolphins, Dan Marino, während der Saison insgesamt 48 Touchdowns erzielen konnte, gelang ihm im Super Bowl nur ein Touchdown, sodass die 49ers das Spiel mit 38:16 deutlich gewinnen konnten.

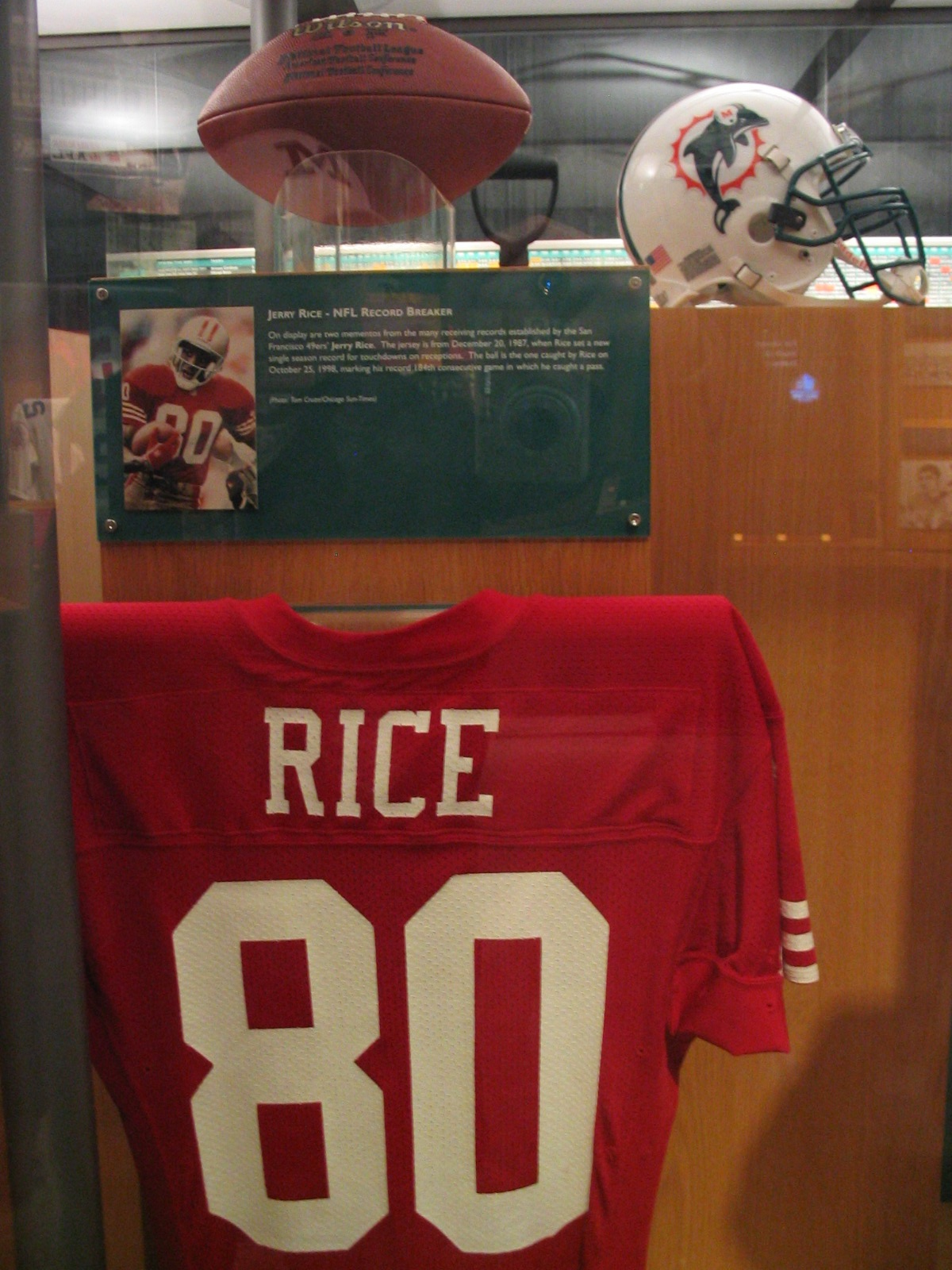
Das 1987er-Trikot von Jerry Rice

Im NFL Draft 1985 wurde von Walsh Wide Receiver Jerry Rice gedraftet, der viele bis heute gültige NFL-Rekorde aufstellte. Selten von Verletzungen geplagt, spielte Rice 20 Jahre auf höchstem Niveau in der NFL und gilt als der beste Receiver der NFL-Geschichte. Die Titelverteidigung in der Saison 1985 scheiterte, man verlor das Wild Card-Spiel gegen die New York Giants.
Die Folgesaison begann mit einem Auswärtssieg gegen die Tampa Bay Buccaneers, aber Starting Quarterback Joe Montana musste sich aufgrund einer zugezogenen Verletzung einer Rückenoperation unterziehen und verpasste die nächsten 8 Spiele. In der Zwischenzeit übernahm Ersatz Jeff Kemp, der sich jedoch ebenfalls verletzte, worauf die 49ers mit dem unterklassigen Reservequarterback Mike Moroski antreten mussten. Während die Qualifikation für die Play-offs gelang, wurde der Divisionstitel erneut verfehlt. Im Wild Card-Spiel trafen die 49ers erneut auf die New York Giants und wurden mit 3:49 deklassiert. Aufgrund der Verletzungsserie Montanas verpflichtete Walsh in der Offseason den talentierten jungen Quarterback Steve Young von den Tampa Bay Buccaneers, wodurch zwischen beiden Quarterbacks eine jahrelange Rivalität um den Platz des Starters entstand.
In der nächsten Saison, streikbedingt nur 15 Spiele lang, konnten sich die 49ers mit einer Bilanz von 13 Siegen und 2 Niederlagen den Divisionstitel der NFC West sichern und trafen im eigenen Stadion auf die Minnesota Vikings. Obwohl man vor dem Spiel als Favorit galt, unterlag man den Vikings. Bill Walsh wechselte sogar in der zweiten Halbzeit den ineffektiven Montana für Steve Young aus. Nach der Niederlage entzog ein wütender DeBartolo Walsh den Titel des Team-Präsidenten und reduzierte ihn auf die Rolle des Coachs. Durch Montanas Auswechslung im Play-off-Spiel gegen die Vikings erreichte die Quarterback-Kontroverse in der Vorbereitung auf die folgenden Saison einen medialen Höhepunkt, was die Geschlossenheit des Teams beeinträchtigte. Bill Walsh wechselte zu Beginn der Saison 1988 regelmäßig zwischen Joe Montana und Steve Young, was die Kontroverse weiter anheizte. Die Saison war durch einen wechselvollen Verlauf geprägt, in der Mitte der Saison wiesen die 49ers lediglich eine Bilanz von 6-5 auf. Auf Initiative von Ronnie Lott hielten die Spieler ein Treffen ab, um interne Differenzen auszuräumen und die Saison noch erfolgreich zu beenden. Walsh legte sich zudem auf Montana als Starter fest. Beides bedeutete einen Wendepunkt der Saison. Mit vier Siegen aus den letzten fünf Spielen konnten die 49ers die Saison mit einer Bilanz von 10-6 beenden und die Play-offs einziehen. In den Play-offs konnte man die Minnesota Vikings und die Chicago Bears souverän besiegen. Die 49ers zogen in den Super Bowl XXIII ein und konnten gegen die Cincinnati Bengals den dritten Super Bowl mit 20:16 gewinnen. Auch in diesem Spiel konnte Montana spät im Spiel einen Rückstand durch ein vielgefeiertes Comeback in einen Sieg umwandeln. Danach trat Bill Walsh, der seit Jahren nach jeder Niederlage heftige Auseinandersetzungen mit dem ehrgeizigen Besitzer DeBartolo hatte und immer seine Entlassung fürchten musste, zurück und wurde stattdessen TV-Kommentator.

### Vierter und fünfter Super Bowl sowie Neuausrichtung (1989–2002)

#### Erfolge unter Walshs Nachfolgern
Der von Walsh bestimmte Nachfolger George Seifert, lange Jahre Defensivkoordinator der 49ers, verteidigte in der Saison 1989 mit dem Team den Titel. Der 55:10-Sieg im Super Bowl XXIV gegen die von John Elway geführten Denver Broncos ist in seiner Höhe bis heute unerreicht. Die vier Super-Bowl-Siege von 1981 bis 1989 führten unter anderem dazu, dass die San Francisco 49ers auch als das „Team of the decade“ (Mannschaft des Jahrzehnts) gelten.
Den dritten Titel in Folge verpassten die 49ers in der folgenden Saison unglücklich, als sie im NFC Championship Game knapp gegen den späteren Meister, die New York Giants, verloren. In einem von den Defensivreihen geprägten Spiel zog sich Quarterback Joe Montana eine Verletzung zu und musste danach für die nächsten zwei Jahre pausieren. Steve Young übernahm an seiner Stelle die Position des Quarterbacks und etablierte sich dort dauerhaft. Trotz zahlreicher individueller Rekorde war Young lange nicht populär bei den Fans der 49ers, die Montana die Treue hielten und Young die Qualifikation absprachen, die 49ers zum Titel zu führen. Nach der Niederlage wurden zahlreiche langjährige Veteranen entlassen, dazu verließ Ronnie Lott das Team Richtung Oakland. Mit einer in weiten Teilen neuen Mannschaft, ohne Führungsspieler Lott und durch eine Verletzungsserie Youngs beeinträchtigt, verpassten die 49ers in der nächsten Saison mit einer Bilanz von 10 Siegen und 6 Niederlagen die Play-offs.
Im April 1992 wurde Montana auf eigenen Wunsch hin zu den Kansas City Chiefs getauscht. Der Offensivkoordinator Mike Holmgren verließ die 49ers ebenfalls, um als Trainer für die Green Bay Packers zu arbeiten. An seiner Stelle verpflichteten die 49ers Mike Shanahan, der die West Coast Offense modernisierte und dem Angriffssystem der 49ers einige neue Facetten gab. Anfang und Mitte der 1990er Jahre intensivierte sich auch erneut die bereits seit Anfang der 1970er bestehende Rivalität mit den Dallas Cowboys, als die beiden Mannschaften drei Jahre hintereinander im NFC Championship Game um den Einzug in den Super Bowl kämpften. Durch mehrere Neuverpflichtungen, vor allem in der Defensive, gelang es den 49ers in der Saison 1994, den fünften Super-Bowl-Sieg zu erringen. Steve Young stellte in der Offensive mehrere Rekorde auf. Im Super Bowl XXIX, einem von Anfang an ungefährdeten 49:26-Sieg über die San Diego Chargers, warf er sechs Touchdown-Pässe, ebenfalls ein NFL-Rekord, wodurch er Montanas alten Rekord übertraf.
Danach wechselten einige tragende Spieler zu anderen Teams. Der Defensivspieler des Jahres, Deion Sanders, wurde nach seinem einjährigen Gastspiel in San Francisco von den Dallas Cowboys verpflichtet, während der zweite Cornerback Eric Davis nach Carolina wechselte. Runningback Ricky Watters unterzeichnete aufgrund interner Unstimmigkeiten einen Vertrag bei den Philadelphia Eagles. Auch Offensivkoordinator Mike Shanahan, dessen Arbeit maßgeblich für den Erfolg der 49ers im Super Bowl mitverantwortlich war, verließ die 49ers und wurde Cheftrainer der Denver Broncos. Die Titelverteidigung im folgenden Jahr misslang; die 49ers mussten sich in den Folgejahren jeweils den Green Bay Packers in den Play-offs geschlagen geben. 1998 gelang die Revanche, als die 49ers in letzter Minute die Packers im Wild Card-Spiel schlagen konnten. Durch zahlreiche Verletzungen in der Defensive geschwächt, bestritten die 49ers in der folgenden Woche ihr Spiel gegen die Atlanta Falcons. Beim ersten Spielzug verletzte sich auch Runningback Garrison Hearst schwer am Fuß, wodurch das Laufspiel der 49ers stark eingeschränkt wurde. Die Falcons entschieden die Partie für sich und zogen nachfolgend in den Super Bowl ein.
Gegen Ende der Neunziger bekam das Team zunehmend Probleme bei der Einhaltung des Salary Caps, woraufhin einige namhafte und teure Spieler den Club verlassen mussten. Das Management holte im Januar 1999 Bill Walsh als Manager zurück. Walsh entließ mit Vinny Cerrato den Verantwortlichen für die Kaderplanung. Ebenso tauschte oder entließ er wichtige, aber zu teure Spieler wie Chris Doleman, Kevin Gogan, Marc Edwards und Ty Detmer. Dafür verpflichtete er Jeff Garcia als neuen Reserve-Quarterback. In der Saison 1999 folgte der Absturz. Im Spiel gegen die Arizona Cardinals zog sich Quarterback Steve Young erneut eine schwere Gehirnerschütterung zu und konnte fortan kein Spiel mehr bestreiten, daher zog sich Young am Ende der Saison vom Profi-Sport zurück. Ohne ihren Star verloren die 49ers elf der nächsten zwölf Spiele und schlossen die Saison mit einer 4-12-Bilanz ab. Der seit der Saison 1997 amtierende Trainer, Steve Mariucci, musste mit vielen jungen Spielern aus der Draft einen Neuaufbau beginnen, was auch – nach kurzer Aufbauphase – mit der Rückkehr in die Play-offs gelang.
Nach zwei schlechteren Jahren mit negativer Bilanz konnten die 49ers in der Saison 2001 mit einer Bilanz von 12 Siegen und 4 Niederlagen wieder in die Play-offs einziehen. Dort scheiterten sie an den Green Bay Packers. Der Kern des Teams gründete sich nun um Quarterback Jeff Garcia, Passempfänger Terrell Owens und Runningback Garrison Hearst, der nach zweijähriger Rehabilitation wieder spielen konnte. Zuvor wurde Jerry Rice nach der Saison 2000 aus Salary-Cap-Gründen entlassen.
In der Saison 2002 wurden die Divisionen durch den Beitritt der Houston Texans zur NFL neu geordnet. Die 49ers bekamen zwei neue Divisionsrivalen, die Seattle Seahawks und die Arizona Cardinals, die ehemaligen Mitglieder der NFC West (Atlanta Falcons, New Orleans Saints und Carolina Panthers) wechselten dagegen in die neu gegründete NFC South. Trotz individuell schlechterer Leistungen konnten die 49ers mit einer Bilanz von 10-6 die NFC West das erste Mal seit 1997 gewinnen und somit in die Play-offs einziehen. Im Wild-Card-Spiel empfingen die 49ers die New York Giants in einem kontroversen Spiel. Die 49ers lagen spät im dritten Viertel mit 14:38 zurück, konnten jedoch den Rückstand in eine 39:38-Führung umwandeln. Danach hatten die Giants die Chance, das Spiel im letzten Drive zu gewinnen. Der Quarterback der Giants, Kerry Collins, konnte den Drive bis zur 23-Yard Linie der 49ers führen. Mit verbleibenden sechs Sekunden wollten die Giants das Field Goal erzielen. Doch der Snap des neu verpflichteten Long Snappers misslang und der Holder warf einen improvisierten Pass in Richtung Endzone; jedoch wurde eine Flagge geworfen und eine Strafe gegen die Giants ausgesprochen. Dadurch hatten die 49ers das Spiel gewonnen. Am nächsten Tag erklärte die NFL, dass die Entscheidung der Schiedsrichter falsch gewesen sei. Das nächste Spiel in der Divisional Round verloren die 49ers gegen den späteren Super Bowl Champion Tampa Bay Buccaneers deutlich. Aufgrund der schlechten Beziehung zwischen Management und Trainer wurde Steve Mariucci von John York entlassen.

#### Skandale und Besitzerwechsel (1997–2000)
Während der Saison 1997 wurde bekannt, dass der Besitzer Edward DeBartolo Jr. in einen Korruptionsskandal mit dem Gouverneur von Louisiana Edwin Edwards wegen dortiger Glücksspiel-Lizenzen verwickelt war. In dem anschließenden Prozess gegen ihn wurde er schuldig gesprochen. Daraufhin wurde er von NFL-Commissioner Paul Tagliabue für ein Jahr von seinen Tätigkeiten bei den 49ers suspendiert. Ebenso verließ der langjährige Präsident des Teams, Carmen Policy, nach einem Streit mit Besitzer Edward DeBartolo Jr. Mitte 1997 die 49ers und beteiligte sich an der Neugründung der Cleveland Browns. Zwar kehrte Edward DeBartolo Jr. nach seiner Suspendierung zurück, doch mehrere Klagen sorgten dafür, dass die 49ers den Besitzer wechselten. Fortan waren die Schwester von Edward DeBartolo, Denise DeBartolo und ihr Ehemann John York die Besitzer. Daraufhin wurde das Management des Clubs stark verändert, und die bisher leitenden Personen sukzessive ausgewechselt.

### In der sportlichen Bedeutungslosigkeit (2003–2010)
Als neuer Trainer wurde Dennis Erickson, welcher zuvor die Oregon State Beavers trainiert hatte, für fünf Jahre verpflichtet. Ericksons Verpflichtung war umstritten, vor allem da seine Spielphilosophie nichts mit der traditionellen West Coast Offense gemein hatte. Zwar startete die Saison mit einem Sieg gegen die Chicago Bears, doch am Ende der Saison wurde mit einer Bilanz von 7–9 die Play-offs verpasst. Anschließend wurden zahlreiche Spieler entlassen oder getauscht; Terrell Owens wurde nach Philadelphia getauscht, Garrison Hearst wurde entlassen. Nach einer weiteren schwachen Spielzeit mit einer Bilanz von 2–14 in Folge (2004 war die schlechteste Saison seit 1978) wurden Dennis Erickson und Teammanager Terry Donahue Anfang 2005 entlassen.

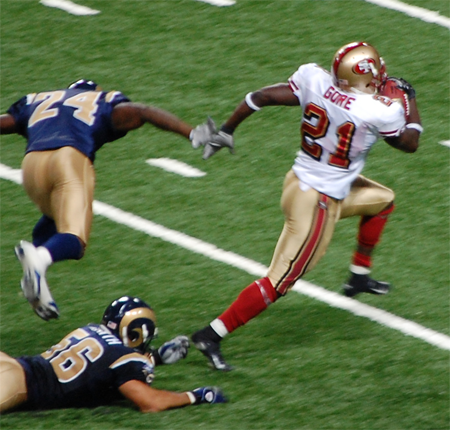
Runningback Frank Gore 2007 auf dem Weg zu einem Touchdown

Neuer Coach für die 49ers wurde Mike Nolan, zuvor der Defensivkoordinator der Baltimore Ravens, dessen Vater Dick Nolan die 49ers bereits von 1968 bis 1975 trainiert hatte. Aufgrund der schlechten Saison hatten die 49ers den ersten Pick im NFL Draft 2005. Mit diesem Pick wurde Alex Smith ausgewählt. Die erste Saison von Alex Smith war jedoch schlecht; bei nur einem Touchdown warf er elf Interceptions. Zum zweiten Mal in Folge belegten die 49ers den letzten Platz in der NFC West mit einer Bilanz von 4–12 und verpassten die Play-offs deutlich. Mit dem sechsten Pick im NFL Draft 2006 wählten die 49ers den Tight End Vernon Davis aus. In der darauffolgenden Saison konnten sich die 49ers stark verbessern. Dies lag vor allem am Runningback Frank Gore, der 1.695 Yards und acht Touchdowns erlaufen konnte und damit einen neuen Franchise-Rekord aufstellte. Dennoch wurden die Play-offs erneut verpasst.

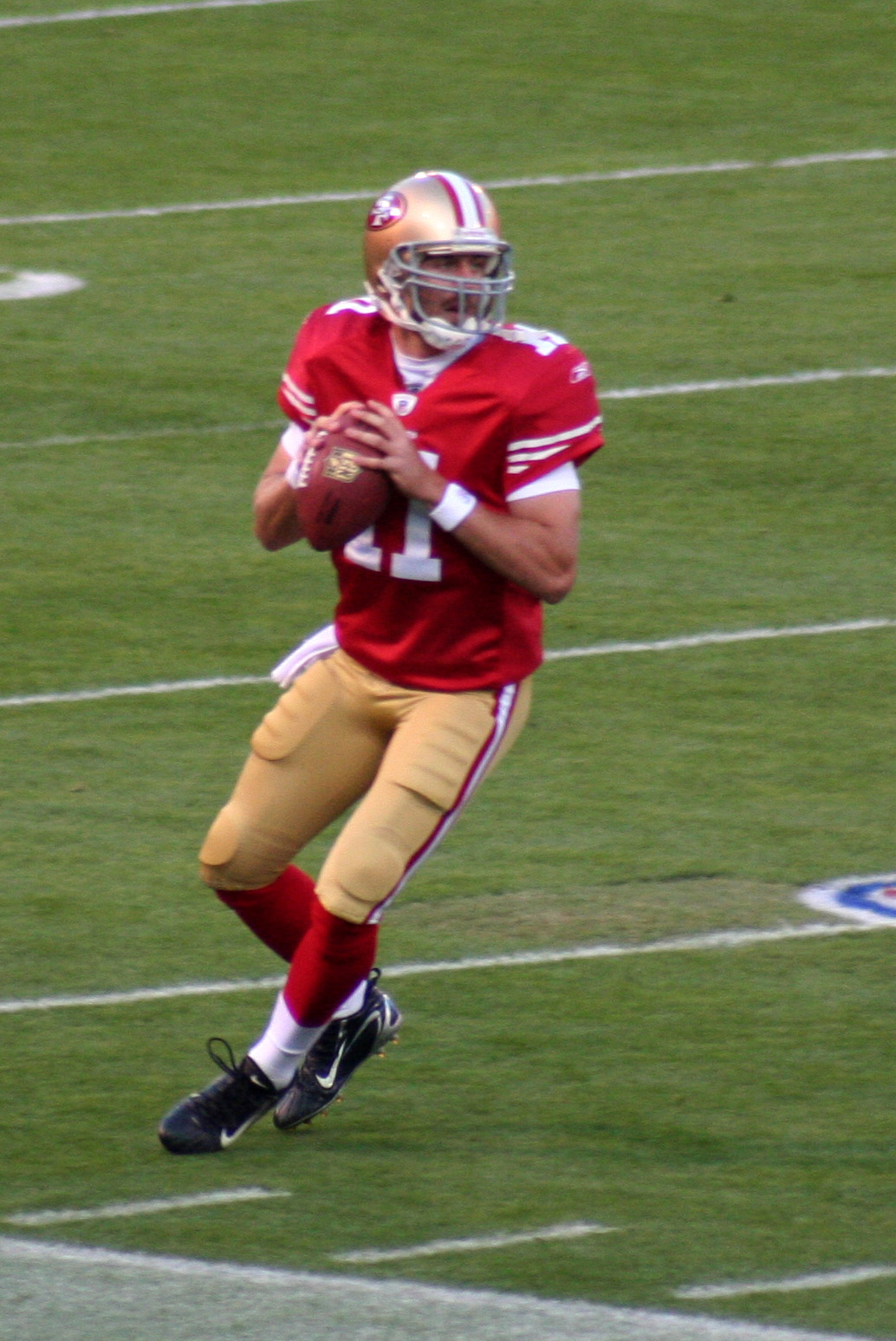
Alex Smith

In der Offseason wurden Cornerback Nate Clements und Safety Michael Lewis verpflichtet, um die Secondary zu verbessern. Im NFL Draft 2007 wurde mit dem elften Pick Linebacker Patrick Willis ausgewählt, welcher später zum NFL Defensive Rookie of the Year und in das All-Pro Team gewählt wurde. Kurz vor der Saison 2007 starb Bill Walsh, woraufhin der Candlestick Park in „Bill Walsh Field“ umbenannt wurde. Das erste Mal seit 1998 konnten die 49ers 2007 eine Saison mit zwei Siegen beginnen. Im vierten Spiel verletzte sich Alex Smith, sodass er drei Spiele verpasste. Da die Verletzung aber nicht vollständig ausheilte, musste er sich operieren lassen und verpasste dadurch auch die komplette Saison 2008. Die Saison wurde mit einer enttäuschenden Bilanz von 5–11 beendet, nachdem man von Woche fünf bis Woche zwölf acht Spiele in Folge verloren hatte.
Die Saison 2008 startete schlecht, nach sieben Spielen wurde Mike Nolan nach einem 2–5 Saisonstart gefeuert und interimsweise durch den Linebackers-Coach Mike Singletary ersetzt. Von den letzten neun Spielen konnte Singletary fünf gewinnen. Dafür wurde er nach Saisonende auch fest als Trainer für vier Jahre verpflichtet.
Die Saison 2009 wurde mit einer Bilanz von 8–8 beendet, die erste Saison ohne negative Bilanz seit 2003. Nur zwei Spiele verlor man mit mehr als acht Punkten Rückstand. Fünf Spieler wurden in den Pro Bowl gewählt: Patrick Willis, Frank Gore, Justin Smith, Vernon Davis und Andy Lee.
Die 49ers wurden nach dem Rücktritt von Cardinals-Quarterback Kurt Warner als Favorit für die NFC West gehandelt, doch die Saison 2010 verlief enttäuschend. Sie starteten mit einer Bilanz von 0–5 in die Saison, dem schlechtesten Saisonstart seit 1979. Bereits in Woche 3 wurde Offensive Coordinator Jimmy Raye gefeuert. In der Mitte der Saison wechselte Singletary auf der Quarterback-Position zwischen Alex Smith und Troy Smith, dennoch brachte dies keine Verbesserung. Am 27. Dezember 2010 wurde Singletary entlassen, er verließ die 49ers mit einer Bilanz von 18 Siegen und 22 Niederlagen. Im letzten Spiel war Jim Tomsula interimsweise der Head Coach.

### Die Jim-Harbaugh-Jahre (2011–2014)

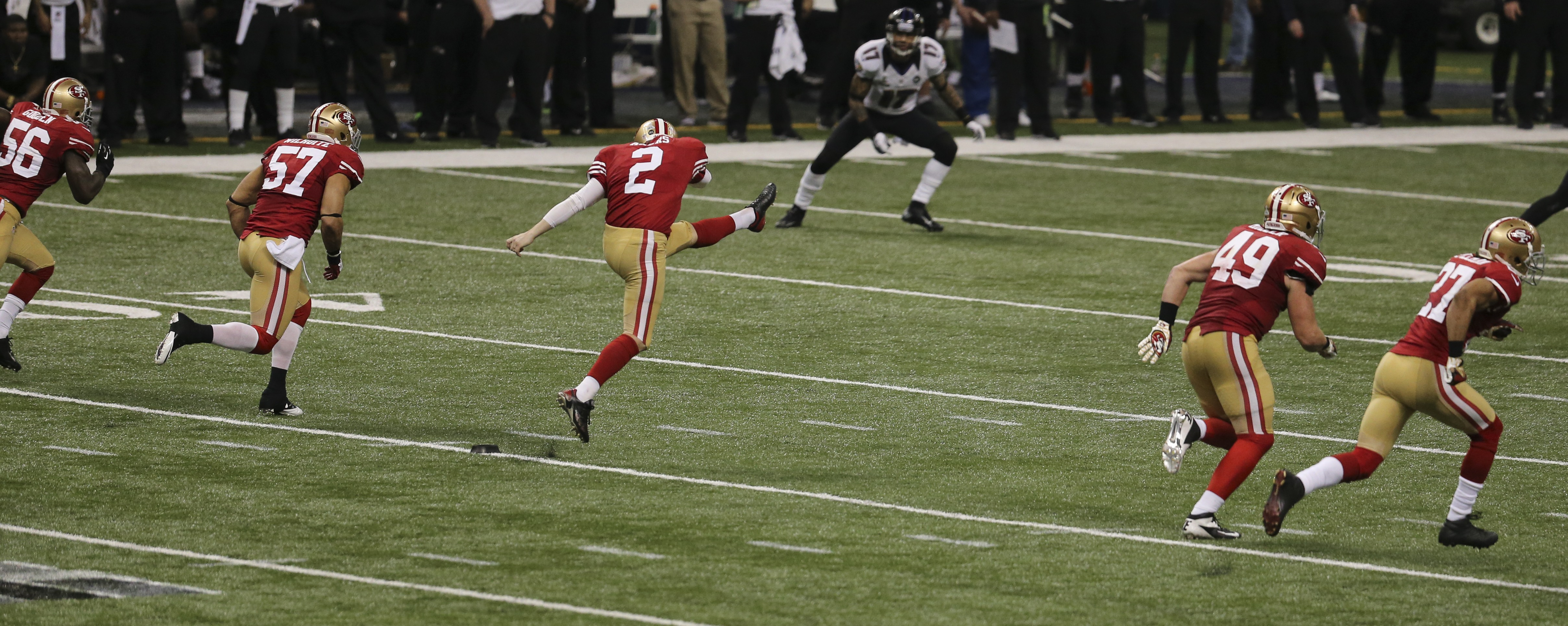
Die 49ers im Super Bowl XLVII

Am 7. Januar 2011 wurde Jim Harbaugh als Nachfolger von Singletary präsentiert. Der vormalige Trainer der Stanford Cardinal, ein Anhänger der West Coast Offense, unterschrieb einen Vertrag über fünf Jahre. Harbaugh führte die 49ers auf Anhieb zurück in die Play-offs und dort bis ins NFC Championship Game, wo die 49ers erst in der Overtime am späteren Super-Bowl-Sieger, den New York Giants, scheiterten. In der Mitte der Saison 2012 verletzte sich Starting Quarterback Alex Smith und wurde auch nach seiner Wiedergenesung, trotz eines starken Saisonstarts, dauerhaft von Colin Kaepernick, welcher mit dem 36. Pick im NFL Draft 2011 ausgewählt worden war, ersetzt und zum Ende der Saison zu den Kansas City Chiefs getauscht. Kaepernick führte das Team bis in den Super Bowl. Im Super Bowl XLVII traf Jim Harbaugh auf seinen Bruder John Harbaugh, den Trainer der Baltimore Ravens, und die 49ers holten im Spielverlauf beinahe einen 6:28-Rückstand auf, unterlagen jedoch am Ende 31:34.
Auch 2013 erreichte das Team mit einer Bilanz von zwölf Siegen und vier Niederlagen die Play-offs, verlor aber im NFC Championship Game beim Divisions-Rivalen Seattle Seahawks mit 17:23. 2014 verlief die Saison durchwachsen und zum ersten Mal unter Jim Harbaugh verpassten die 49ers die Play-offs. Bereits im Laufe der Spielzeit war immer wieder von Meinungsverschiedenheiten zwischen Führungsetage und Head Coach berichtet worden, und so trennte man sich schließlich von Harbaugh, der das Team in vier Jahren zu 49 Siegen, einer Super-Bowl-Teilnahme und drei NFC Championship Games geführt hatte.

### Probleme nach dem Abschied Harbaughs (2015–2016)
Am 14. Januar 2015 wurde Jim Tomsula als neuer Head Coach vorgestellt. Der ehemalige Defense Line-Coach führte somit zum zweiten Mal (nach dem letzten Spiel der Saison 2010) das Kommando an der Seitenlinie. In der Off-Season hatten überraschend Pro-Bowl-Linebacker Patrick Willis und sein designierter Nachfolger Chris Borland sowie die Veteranen Justin Smith und Anthony Davis ihr Karriereende verkündet, und das 49ers-Urgestein Frank Gore wechselte zu den Indianapolis Colts. Unfähig, diese Ausfälle zu kompensieren, gelangen dem Team nur fünf Siege und Tomsula wurde nach nur einer Spielzeit wieder entlassen.
Als Nachfolger wurde Chip Kelly verpflichtet. Nach einem Auftaktsieg gegen die Los Angeles Rams konnten die 49ers 13 Spiele in Folge nicht gewinnen. Erst am 24. Dezember konnten sie die Rams mit 22:21 besiegen. In einem Ranking von ESPN vom 21. Oktober 2016 wurden die 49ers als schlechteste Franchise in Nordamerika bezeichnet. Am Ende wurde die Saison mit einer Bilanz von 2–14 abgeschlossen. Am 1. Januar 2017 wurde Chip Kelly und der General Manager Trent Baalke gefeuert.
Kontrovers wurde 2016 die Entscheidung von Colin Kaepernick in der NFL aufgenommen, sich vor den Spielen während der Nationalhymne hinzuknien, um auf soziale Missstände in den USA aufmerksam zu machen. Der damalige Präsident Donald Trump verurteilte die Proteste scharf und der damalige Vizepräsident Mike Pence verließ eine Partie der 49ers, nachdem Spieler sich hingekniet hatten.

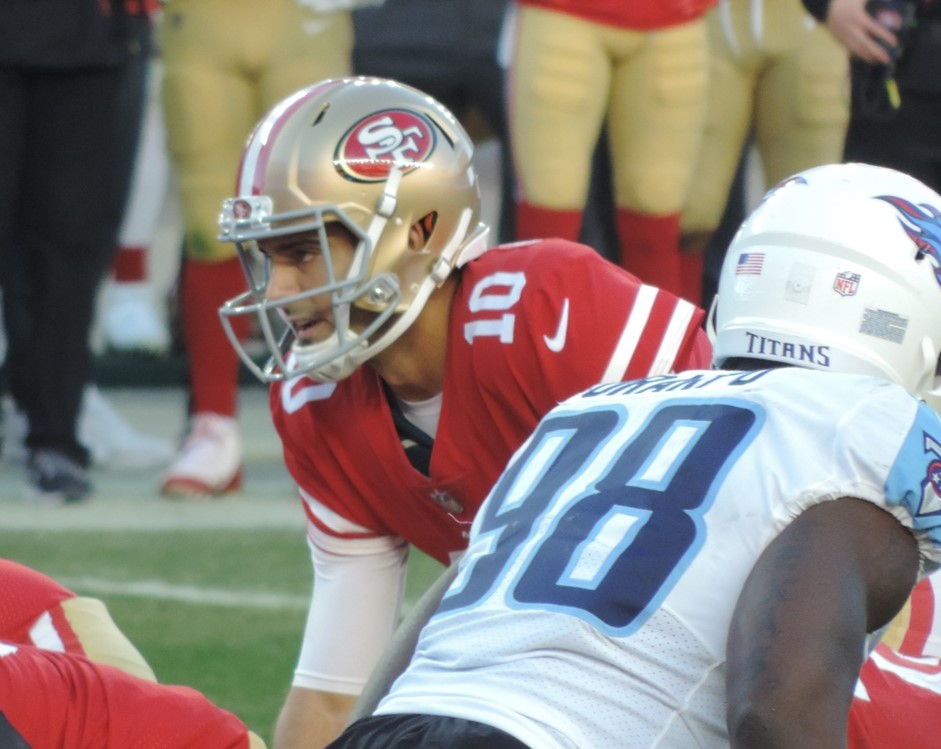
Jimmy Garoppolo im Trikot der 49ers

### Die Kyle-Shanahan-Ära (2017–heute)
Wenige Wochen später wurden John Lynch als der neue General Manager und Kyle Shanahan als neuer Trainer präsentiert. Shanahan, Sohn von Mike Shanahan, war zuvor als Offensive Coordinator der Atlanta Falcons tätig gewesen und hatte mit diesen den Super Bowl LI erreicht. Kyle Shanahan führte ein Novum in der NFL ein und benannte in der Offensive einen Koordinator für das Laufspiel und einen für das Passspiel, anstelle des bis dato üblichen Offensive Coordinator, der für die Offensive im gesamten verantwortlich ist. Die Saison 2017 verlief bis zur zwölften Spielwoche erfolglos; es konnte bis dahin nur ein Spiel gewonnen werden. Zuvor wurde Jimmy Garoppolo, der Backup-Quarterback der New England Patriots, für einen Zweitrundenpick im NFL Draft 2018 nach San Francisco geholt. Nachdem Garoppolo in der 13. Woche zum Starting Quarterback ernannt worden war, gewannen die 49ers die restlichen fünf Spiele der Saison, woraufhin ihn die 49ers mit einem neuen Fünfjahresvertrag für 137,5 Millionen US-Dollar zum bis dahin bestbezahlten Spieler der Liga machten. Dazu verpflichtete man Defensivspieler Richard Sherman vom direkten Konkurrenten Seattle, um die junge Defensivmannschaft zu verstärken.
In der Saison 2018 verletzte sich Jimmy Garoppolo am 3. Spieltag und fiel mit einem Kreuzbandriss im linken Knie für den Rest der Saison aus. Die Saison beendete das Team mit einer Bilanz von 4–12.
Im NFL Draft 2019 wurde Nick Bosa an zweiter Stelle als neuer Defensive End gedraftet. In der Saison starteten die 49ers mit einer Bilanz von 8–0, das erste Mal seit 1990. Im letzten Spiel der Regular Season trafen die 49ers und die Seahawks in einem Entscheidungsspiel um den Divionstitel in der NFC West aufeinander. Mit einem 26:21-Sieg, welcher in der letzten Minute mit einem defensiven Stop bei 4th&Goal gesichert wurde, konnten sich die 49ers mit einer Bilanz von 13–3 an die Spitze der NFC West setzen. Nach Siegen über die Minnesota Vikings und die Green Bay Packers schafften die 49ers den ersten Einzug in den Super Bowl seit 2013. Gegen die Minnesota Vikings dominierte die junge Defensive Line mit sechs Sacks und ließ im gesamten Spiel nur 21 Yards durch das Laufspiel der Vikings zu. Beim Spiel gegen die Green Bay Packers konnte Runningback Raheem Mostert 220 Yards sowie vier Touchdowns erlaufen, beides Franchise-Rekorde und die zweitmeisten Yards bzw. Touchdowns eines Spielers in den Play-offs. Diese beiden Spiele verdeutlichten die Stärken der 49ers in der Saison 2019, eine effektive Offense durch ein starkes Laufspiel sowie eine starke Defense, getragen durch die Defensive Line. Im Super Bowl LIV am 2. Februar 2020 in Miami trafen die 49ers auf die Kansas City Chiefs. Trotz einer 20:10-Führung zehn Minuten vor dem Ende des Spiels verlor man mit 20:31.
Im NFL Draft 2020 wurden in der ersten Runde Defensive Tackle Javon Kinlaw und Wide Receiver Brandon Aiyuk ausgewählt. Die folgende Saison war vor allem von vielen Verletzungen tragender Spieler geprägt; mit einer Bilanz von 6 Siegen und 10 Niederlagen verpassten die 49ers die Play-offs.
Am 14. Januar 2021 verpflichteten die New York Jets mit Robert Saleh den bisherigen Defensive Coordinator der 49ers als ihren neuen Head Coach, daher wurde der bisherige Linebackers Coach DeMeco Ryans am 18. Januar 2021 zum Defensive Coordinator befördert. Zusätzlich wurde der bisherige Laufspielkoordinator Mike McDaniel zum Offensive Coordinator befördert – die Stelle des Offensive Coordinators war seit 2017 nicht besetzt und wurde von Kyle Shanahan ausgefüllt. Am 27. März 2021 gaben die 49ers im Tausch mit den Miami Dolphins für den dritten Pick im NFL Draft 2021 ihre drei Erstrundenpicks 2021, 2022 und 2023 und einen Drittrundenpick 2022 ab. Mit diesem Pick wurde Quarterback Trey Lance ausgewählt. In der Saison 2021 erreichte man mit einer Bilanz von 10–7 die Playoffs, nachdem man bis Woche 9 nur drei Spiele gewinnen konnte. In den Playoffs konnte man zuerst die Dallas Cowboys mit 23:17 besiegen und traf damit auf den ersten Platz der Setzliste, die Green Bay Packers. In einem defensiv geprägten Spiel konnten die 49ers mit 13:10 gewinnen. Dabei erzielten sie erst im vierten Viertel einen Touchdown, nachdem sie einen Punt blocken konnten, und mit ablaufender Uhr verwandelte Kicker Robbie Gould das Field Goal zum Sieg. Im NFC Championship Game traf man zum dritten Mal in der Saison auf die Los Angeles Rams und verlor das Spiel mit 17:20, allerdings vergab man eine Zehn-Punkte-Führung im vierten Viertel.
Im Jahr 2022 starteten die 49ers mit nur drei Siegen bei vier Niederlagen. Anschließend wurden aber alle Spiele gewonnen, was zu einer 13-4-Bilanz und dem Divisionstitel führte. Trey Lance, der ursprüngliche Starter der Niners, verletzte sich in den ersten drei Spielen mehrfach und wurde durch Garoppolo ersetzt. Nach einer Verletzung während eines Spiels gegen die Miami Dolphins wurde Garoppolo durch den Dritten Quarterback Brock Purdy ersetzt. Dieser war im NFL Draft 2022 als Letzter ausgewählt worden, der sog. Mr. Irrelevant. Purdy wurde zum Star des Teams und gewann alle seine Starts mit 13 Touchdowns und 4 Interceptions in den letzten fünf Spielen. Die 49ers wurden dadurch NFC-Zweitplatzierte und zogen in die Playoffs ein. In der Wild-Card-Runde besiegten die 49ers die Seahawks mit 41-23. In der Divisional Round besiegten sie die Dallas Cowboys mit 19-12. In der NFC Conference Championship Round erlitt Purdy zu Beginn des Spiels eine schwere Ellenbogenverletzung, so dass er nicht mehr werfen konnte. Ersatz-Quarterback Josh Johnson wurde ebenfalls verletzt (Schädel-Hirn-Trauma), so dass die 49ers größtenteils keine Offensivpunkte sammeln konnten. Sie verloren folglich 7-31 gegen die Philadelphia Eagles, die später gegen die Kansas City Chiefs im Super Bowl verloren.
In der Saison 2023 gehörten sie zu den besten Teams. Nach dem Gewinn der NFC-Championship gegen die Detroit Lions standen sie im Super Bowl in Las Vegas gegen die Kansa City Chiefs. Die 49ers verloren nach einer 10:0-Führung im bis dahin längsten Endspiel in der Overtime mit 22:25.

## Meisterschaften

### Super Bowls
| Jahr                             | Head Coach     | Super Bowl | Ort                    | Gegner             | Ergebnis | Saisonbilanz | Nachweis |
| -------------------------------- | -------------- | ---------- | ---------------------- | ------------------ | -------- | ------------ | -------- |
| 1981                             | Bill Walsh     | XVI        | Pontiac, Michigan      | Cincinnati Bengals | 26:21    | 16–3         | [ 168 ]  |
| 1984                             | Bill Walsh     | XIX        | Stanford, Kalifornien  | Miami Dolphins     | 38:16    | 18–1         | [ 169 ]  |
| 1988                             | Bill Walsh     | XXIII      | Miami, Florida         | Cincinnati Bengals | 20:16    | 13–6         | [ 170 ]  |
| 1989                             | George Seifert | XXIV       | New Orleans, Louisiana | Denver Broncos     | 55:10    | 17–2         | [ 171 ]  |
| 1994                             | George Seifert | XXIX       | Miami, Florida         | San Diego Chargers | 49:26    | 16–3         | [ 172 ]  |
| Anzahl gewonnener Super Bowls: 5 |                |            |                        |                    |          |              |          |

### NFC Meisterschaften
| Jahr                                     | Head Coach     | Ort               | Gegner            | Ergebnis | Saisonbilanz | Nachweis |
| ---------------------------------------- | -------------- | ----------------- | ----------------- | -------- | ------------ | -------- |
| 1981                                     | Bill Walsh     | San Francisco     | Dallas Cowboys    | 28:27    | 16–3         | [ 173 ]  |
| 1984                                     | Bill Walsh     | San Francisco     | Chicago Bears     | 23:0     | 18–1         | [ 174 ]  |
| 1988                                     | Bill Walsh     | Chicago, Illinois | Chicago Bears     | 28:3     | 13–6         | [ 175 ]  |
| 1989                                     | George Seifert | San Francisco     | Los Angeles Rams  | 30:3     | 17–2         | [ 176 ]  |
| 1994                                     | George Seifert | San Francisco     | Dallas Cowboys    | 38:28    | 16–3         | [ 177 ]  |
| 2012                                     | Jim Harbaugh   | Atlanta, Georgia  | Atlanta Falcons   | 28:24    | 13–5–1       | [ 178 ]  |
| 2019                                     | Kyle Shanahan  | San Francisco     | Green Bay Packers | 37:20    | 15–4         | [ 179 ]  |
| 2023                                     | Kyle Shanahan  | San Francisco     | Detroit Lions     | 34:31    | 14–6         |          |
| Anzahl gewonnener NFC Meisterschaften: 8 |                |                   |                   |          |              |          |

## Infrastruktur und Stadion der 49ers

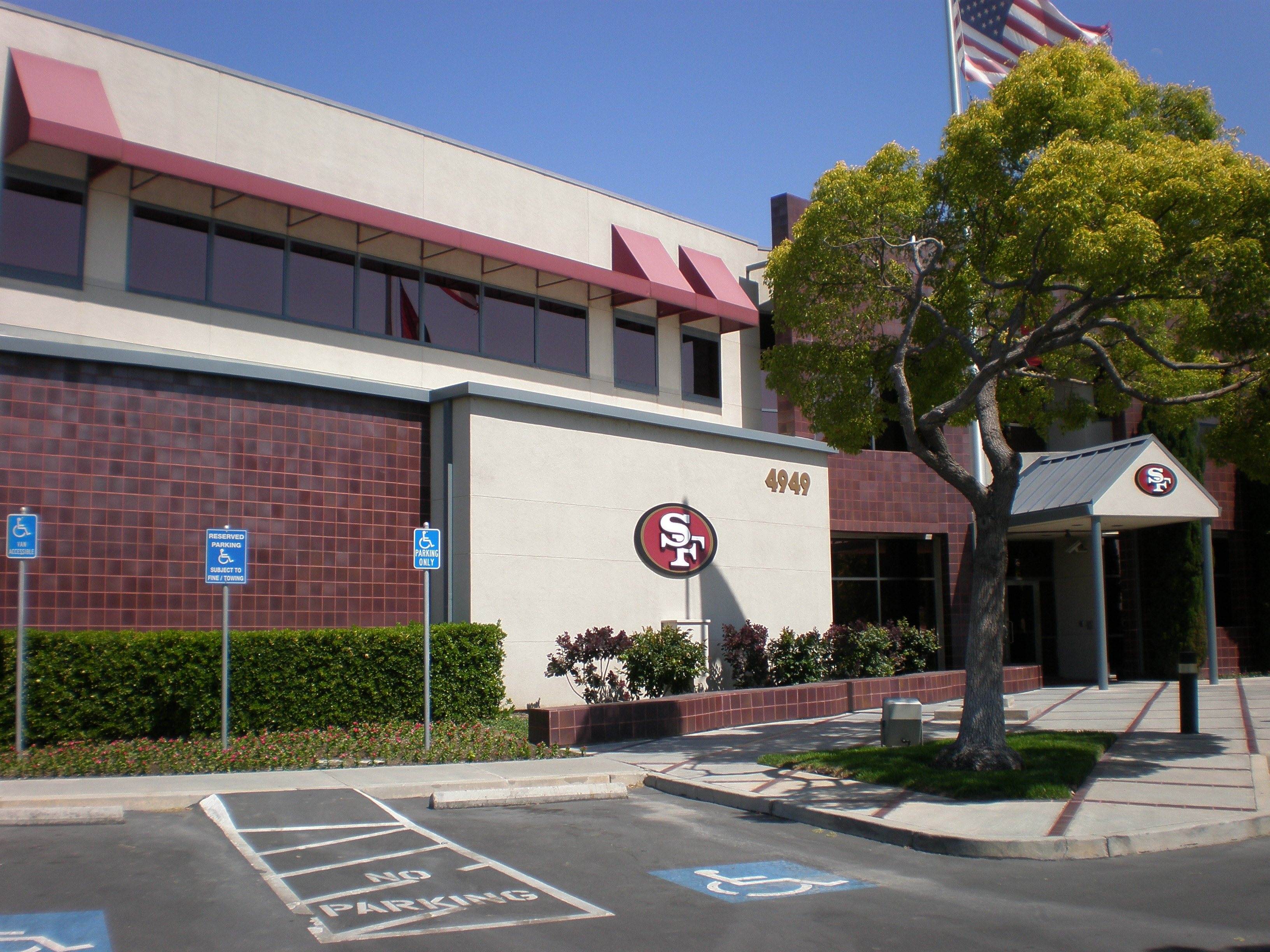
Eingang zum Büro und Hauptquartier der 49ers in Santa Clara

### Trainingsgelände und Hauptquartier
Das Hauptquartier der San Francisco 49ers lag bis in die 1980er-Jahre hinein in Redwood City. In den 1950ern trainierte das Team auf dem Gelände des Menlo Junior College in Atherton. Vor der Saison 1988 zogen die 49ers in das südlich von San Francisco gelegene Santa Clara in das neu errichtete Marie P. DeBartolo Sports Center um. Neben den Büros, die mit modernen Kommunikationsmitteln und Software ausgestattet wurden, bietet das Gelände modernere Trainingsgebäude, einen medizinischen Bereich und ein Trainingsgelände mit drei Football-Feldern, zwei mit natürlichem Grasbelag versehen, das dritte mit Kunstrasen (sogenannter Artifical Turf), wie er in einigen NFL-Stadien genutzt wird.

### Stadion

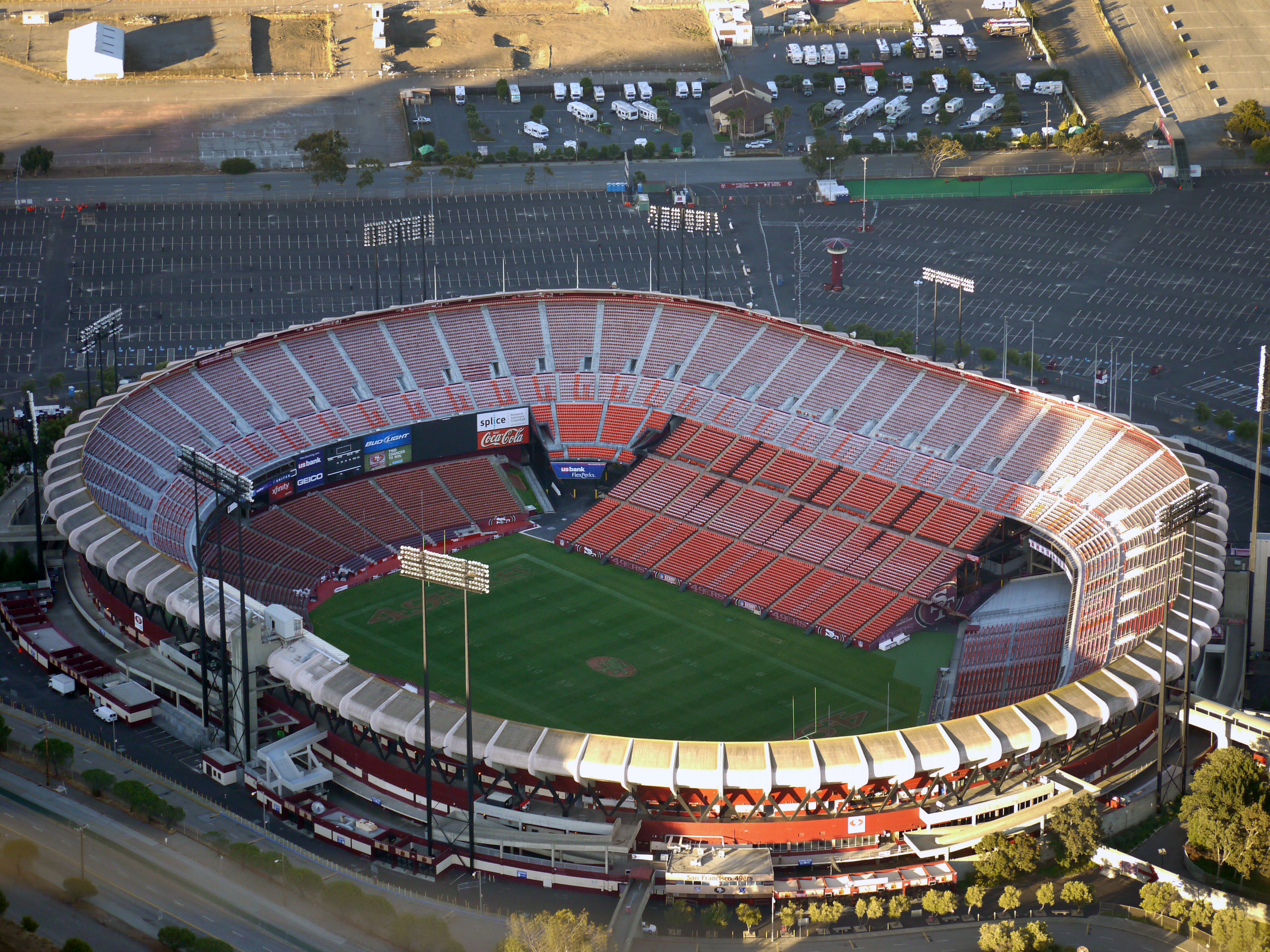
Der alte Candlestick Park 2010

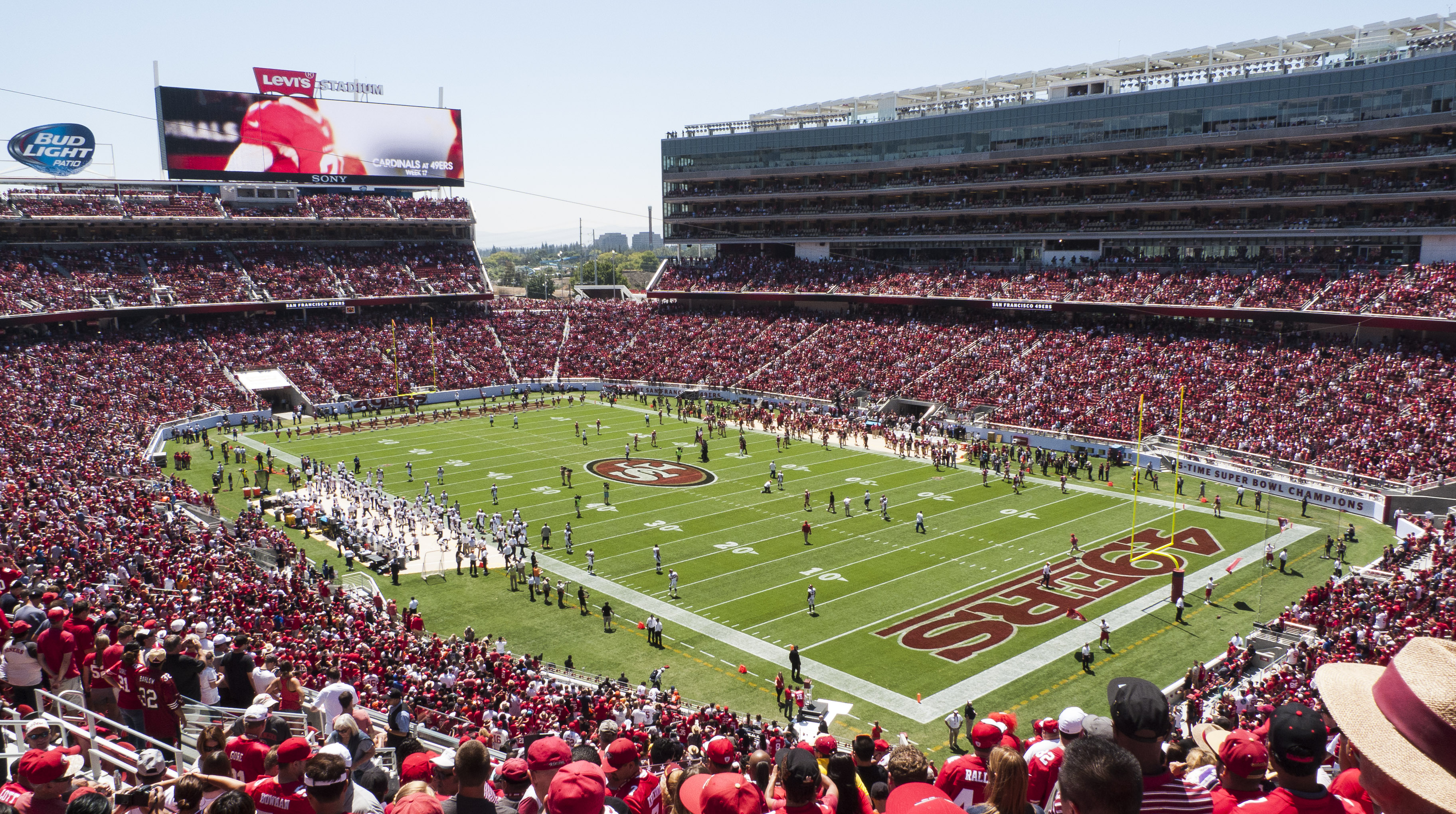
Levi’s Stadium, das neue Stadion der 49ers.

Die 49ers trugen ihre ersten Heimspiele zunächst im Kezar Stadium in San Francisco aus, welches aus den 1920er-Jahren stammt und als Oberfläche einen Naturrasen hat. Kurzzeitig teilten sie das Kezar Stadium mit den Oakland Raiders, bevor diese 1961 umzogen. Zur NFL-Saison 1971 wechselten die 49ers dann in den Candlestick Park. Der Candlestick Park, mit einem Fassungsvermögen für bis zu 70.000 Zuschauer, blieb die Heimstätte der 49ers für mehrere Jahrzehnte. Die 49ers teilten das Candlestick-Park-Stadion lange mit dem lokalen Baseballteam San Francisco Giants, für die das Stadion ursprünglich errichtet worden war, bevor es 1971 ausgebaut wurde, um auch den 49ers Platz zu bieten. Von 1970 bis 1978 war die Oberfläche im Candlestick Park ein Kunstrasen, bevor man 1979 wieder zum Naturrasen zurückkehrte. Die Spielbedingungen im Stadion waren vor allem für Auswärtsteams durch starke Winde oft schwierig, dazu kamen im Dezember und Januar teils starke Regenfälle, die das Spielfeld häufig in Mitleidenschaft zogen. Nachdem Candlestick Park während des Loma-Prieta-Erdbeben 1989 strukturelle Schäden erlitten hatte, wichen die 49ers am 22. Oktober 1989 aus und trugen ein reguläres Heimspiel im Stanford Stadium aus. Mehrere Anläufe seit Mitte der 1990er, Candlestick Park zu renovieren oder alternativ innerhalb von San Francisco ein neues, moderneres Stadion zu errichten, scheiterten. Die Giants zogen zur Baseballsaison 2000 aus dem Candlestick aus und zogen in den Oracle Park, ein neu errichtetes Stadion, eigens für Baseball konzipiert. Im Zuge der geplanten Bewerbung San Franciscos für die Olympischen Sommerspiele 2016 kam es zu einem weiteren gescheiterten Versuch, ein Stadion südöstlich des Candlestick Park inmitten der Stadt zu errichten.
Mitte des Jahres 2010 gaben die 49ers schließlich bekannt, in Santa Clara ein neues Stadion zu errichten. Seit Beginn der Saison 2014 spielen die 49ers nun im neuen Levi’s Stadium, welches Platz für 68.500 Zuschauer bietet. Die Oberfläche des Spielfelds ist natürlicher Rasen.
In der Saison 2020 mussten die 49ers für die Heimspiele der Wochen 13, 14 und 17 in das State Farm Stadium, welches gleichzeitig das Heimstadion der Arizona Cardinals ist, nach Glendale im Bundesstaat Arizona umziehen. Dies erfolgte aufgrund einer gesetzlichen Anordnungen des Santa Clara Countys, welches Kontaktsportarten aufgrund der COVID-19-Pandemie verbot.

## Finanzen der Franchise
|  |

In der Saison 2019 konnte die 49ers-Franchise nach Schätzungen des Forbes-Magazins Einnahmen von rund 530 Millionen US-Dollar verbuchen, wovon 90 Millionen US-Dollar durch Eintrittsgelder verdient wurden. In der Saison 2017 erwirtschafteten sie wie die anderen Teams der NFL etwa 255 Millionen durch Fernsehverträge; die TV-Erlöse werden in der NFL paritätisch aufgeteilt. Der operative Gewinn vor Steuern lag 2019 schätzungsweise bei 120 Millionen US-Dollar. Auf die Gehaltskosten der Spieler entfallen jährliche Ausgaben von 256 Millionen US-Dollar.
Der durchschnittliche Ticketpreis für einen Spielbesuch im Levi’s Stadium liegt bei 90 US-Dollar, was unter dem Durchschnitt der National Football League liegt.
Der Wert der San Francisco 49ers lag im August 2023 nach Schätzungen des Forbes Magazine bei insgesamt 6 Milliarden US-Dollar. Im Jahr 2021 wurde der Wert noch auf 3,8 Milliarden US-Dollar geschätzt. Statistisch liegen sie aktuell in der Rangliste der wertvollsten Teams der NFL damit auf Platz 3. Nach Berechnungen von Forbes sind sie auf dem 13. Rang, wenn es um die wertvollsten Sport-Teams der Welt geht. Seit dem Kauf der 49ers durch die DeBartolo-Familie im Jahr 1977 für circa 13 Millionen Dollar kam es somit wie auch bei anderen NFL-Teams zu einer enormen Wertsteigerung.
Die Hauptsponsoren der 49ers-Franchise umfassen die Firmen Anheuser-Busch InBev, Bank of New York Mellon Corporation, DignityHealth, Intel, Levi’s, NRG Energy, Pepsico, SAP, Toyota, United, Visa und Yahoo.
2018 sicherten sich die 49ers 15 % am englischen Fußball-Club Leeds United, 2021 wurde der Anteil auf 37 % erhöht. Im Juli 2023 wurde der Club zu 100 % übernommen.

## Radio- und Fernsehübertragung

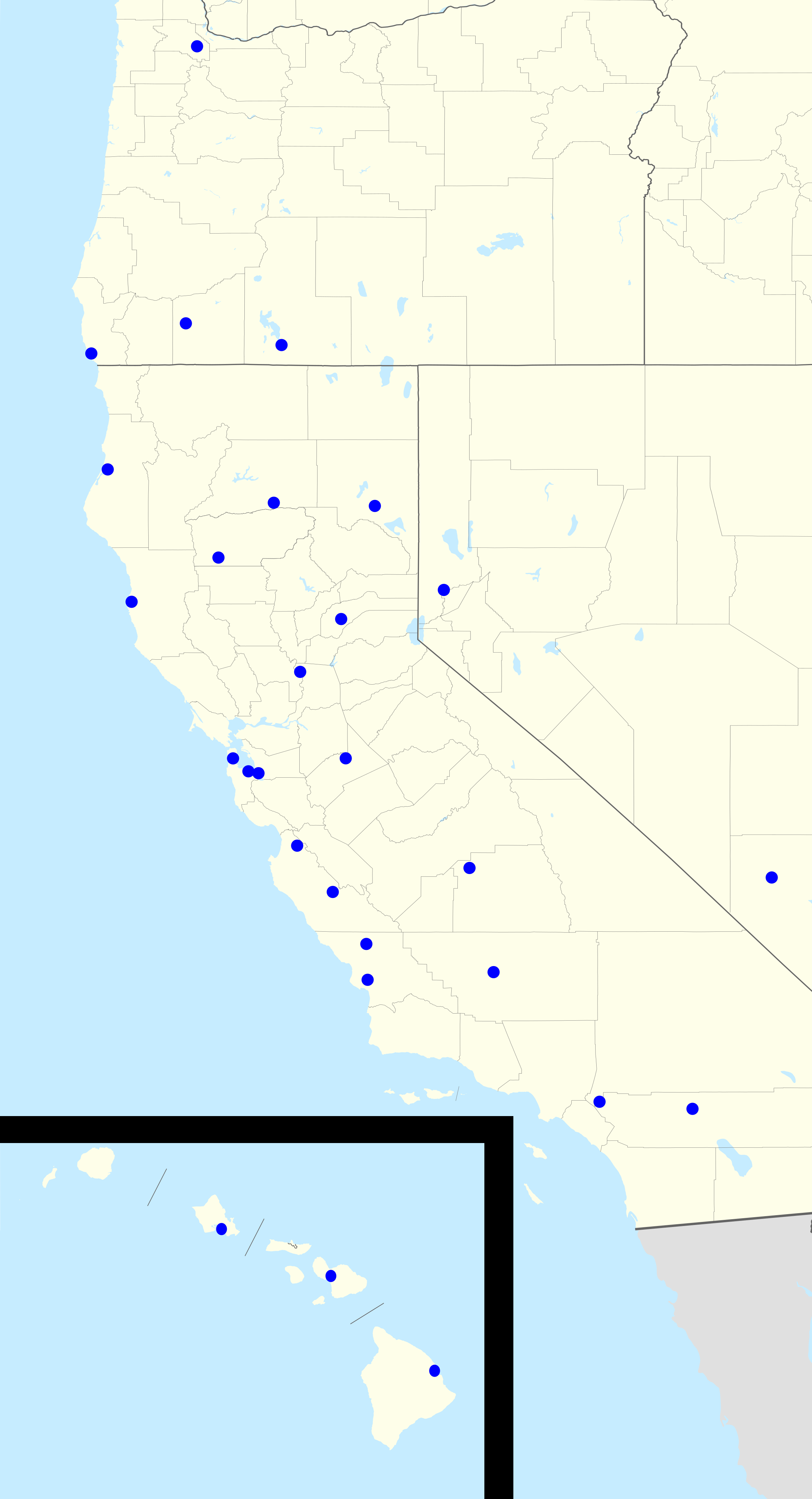
Karte der regionalen Radiostationen, die die 49ers-Spiele übertragen

Die Conference Games (Spiele gegen NFC-Teams) und die Interconference-Auswärtsspiele (gegen AFC-Teams) der San Francisco 49ers werden im Fernsehen vom lokalen Fernsehsender KTVU, der dem FOX-Network angeschlossen ist, sowie gegebenenfalls landesweit von FOX-Sports übertragen. Die Interconference-Heimspiele (gegen AFC-Teams) der 49ers werden von KPIX, der dem CBS-Network angeschlossen ist, sowie gegebenenfalls landesweit von CBS übertragen.
Übertragende Radiostationen sind KSAN 107.7 FM, KNBR 680 AM und KTCT 1050 AM. KSAN überträgt alle Spiele der 49ers auf FM. Auf AM wird von KTCT im August, September und Oktober übertragen und von KNBR von Oktober bis zum Ende der Saison. Alle genannten Radiostationen werden von Cumulus Media kontrolliert. An diese Stationen sind zahlreiche regionale Radiostationen angeschlossen, die das Programm übernehmen.
Die Radio-Übertragungen der 49ers wurden über Jahrzehnte (1958 bis 1980 und 1987-1988) vom Sportkommentator Lon Simmons kommentiert, der auch die Baseball-Spiele der San Francisco Giants kommentierte. Danach übernahm Joe Starkey (zuvor bereits als Nebenkommentator beschäftigt) die Rolle als Hauptkommentator. Starkey ging nach der Saison 2008 in den Ruhestand. Sein Nachfolger Ted Robinson kommentierte die Spiele der 49ers bis 2019, als er durch Greg Papa ersetzt wurde.

## Fanzuspruch
Untersuchungen in sozialen Medien wie Twitter ergaben im Jahr 2014, dass die Fanbasis der San Francisco 49ers vor allem in Nord- und Mittelkalifornien bis hinein ins südliche Kalifornien zu finden ist. In den beiden erstgenannten Regionen ist der Zuspruch der NFL-Fans für die 49ers in allen Counties am stärksten, im südlichen Kalifornien teilen sich die 49ers in einigen Counties den Fansupport mit den Dallas Cowboys und den San Diego/Los Angeles Chargers. Auch auf Hawaii dominieren die 49ers im Fanzuspruch. Im östlich angrenzenden Bundesstaat Nevada bekennen sich die Fans ebenfalls in den meisten Counties zu den 49ers, dazu ist im Bundesstaat Utah die Unterstützung für die 49ers stark, wobei der Einfluss des Teams hier jeweils mit den Denver Broncos überlappt. Im südöstlich von Kalifornien gelegenen Bundesstaat Arizona bekennen sich die Fans in einem County mehrheitlich für die 49ers. In den nördlich von Kalifornien gelegenen Bundesstaaten Oregon und Idaho grenzt der Einfluss an den der Seattle Seahawks; vier respektive drei südlich gelegene Counties weisen mehrheitlich Anhänger der 49ers auf, die übrigen bekennen sich dagegen mehrheitlich zu den Seahawks.

## Logos und Uniformen

49ers Uniformen von 1946-2009

Zu Beginn war das Logo der 49ers ein schnauzbärtiger Goldgräber namens „Sourdough Sam“, der mit zwei Pistolen feuert. Zur Saison 1962 wurde das Logo zum bekannten SF inmitten eines roten Ovals abgeändert. Dieses Logo wurde seitdem in farblichen Nuancen mehrfach angepasst, blieb aber in der grundsätzlichen Konzeption bis heute bestehen. Zwar wollten die 49ers 1991 das Logo ändern, doch nach heftigem Widerstand der Fans wurde dies nicht umgesetzt.
Das Design der Uniformen wurde im Laufe der Jahre vielfach gewechselt. Die Heimuniformen der 49ers waren zu Beginn in rot und weiß sowie in silber gehalten. 1958 wurden das Design erstmal in rot und gold gehalten; 1964 wurde das Silber aus dem Design gänzlich entfernt und zum "49er Gold" umgeändert, was sich auch in der Optik widerspiegelte. Dieses Design blieb grundsätzlich mit abweichenden Nuancen bis 1994 bestehen, als in der NFL aufgrund ihres Jubiläums die Teams ab Woche 3 Ligaweit ältere Uniform-Designs im Retrolook trugen und die 49ers weiße Trikothosen auftrugen. In der Folgesaison kehrten die Teams wieder zu ihren gewohnten Outfits zurück. Die 49ers nutzten jedoch für die Saisons 1996 und 1997, anlässlich ihres 50. Geburtstags, wiederum das alte Design mit weißen Hosen. Seit der Saison 1998 sind die Uniformen der 49ers wiederum in rot und gold gehalten. Die Auswärtsuniformen sind in weiß und rot/gold gehalten.

## Maskottchen und Cheerleaders

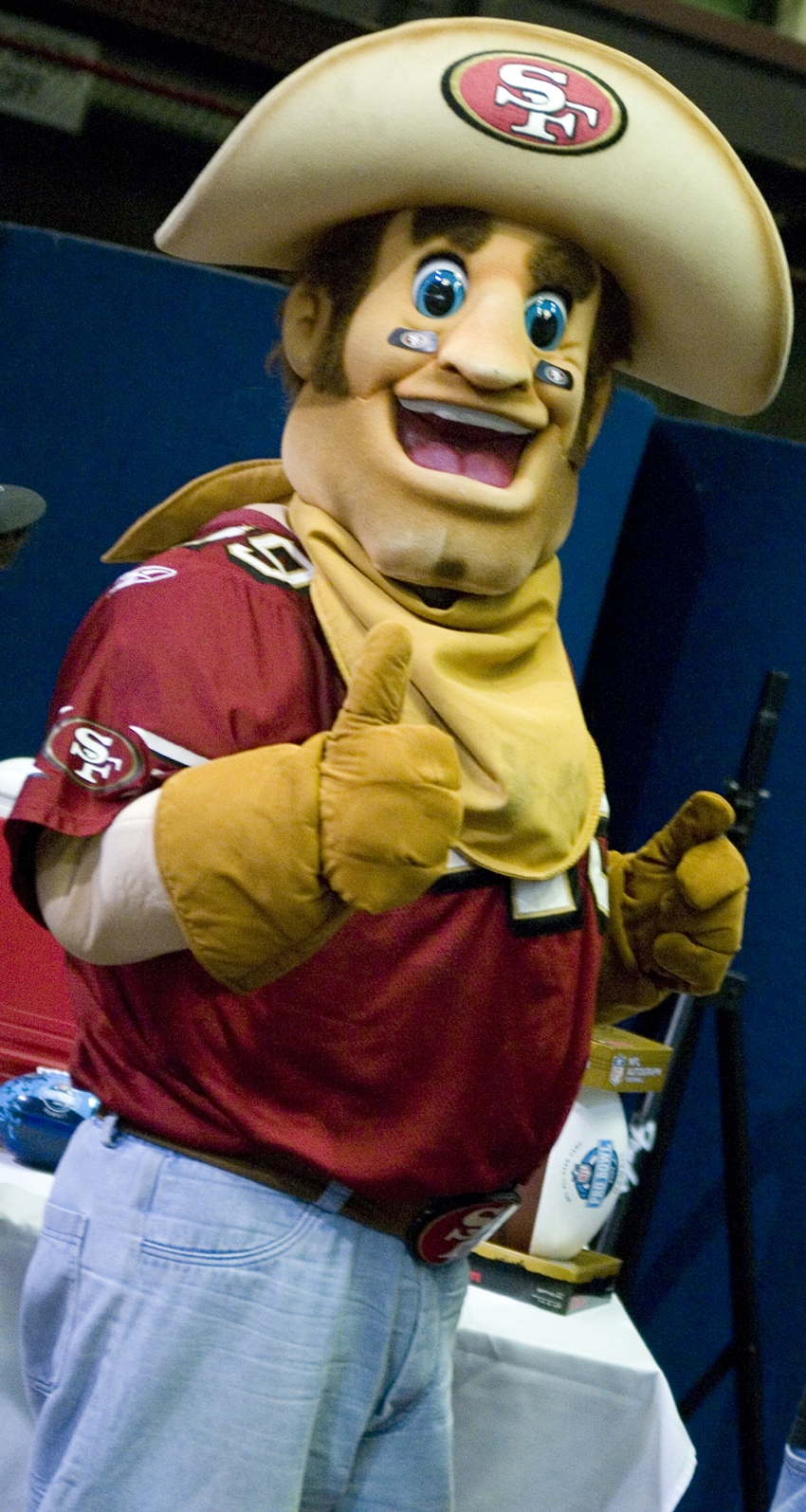
Sourdough Sam im Februar 2009

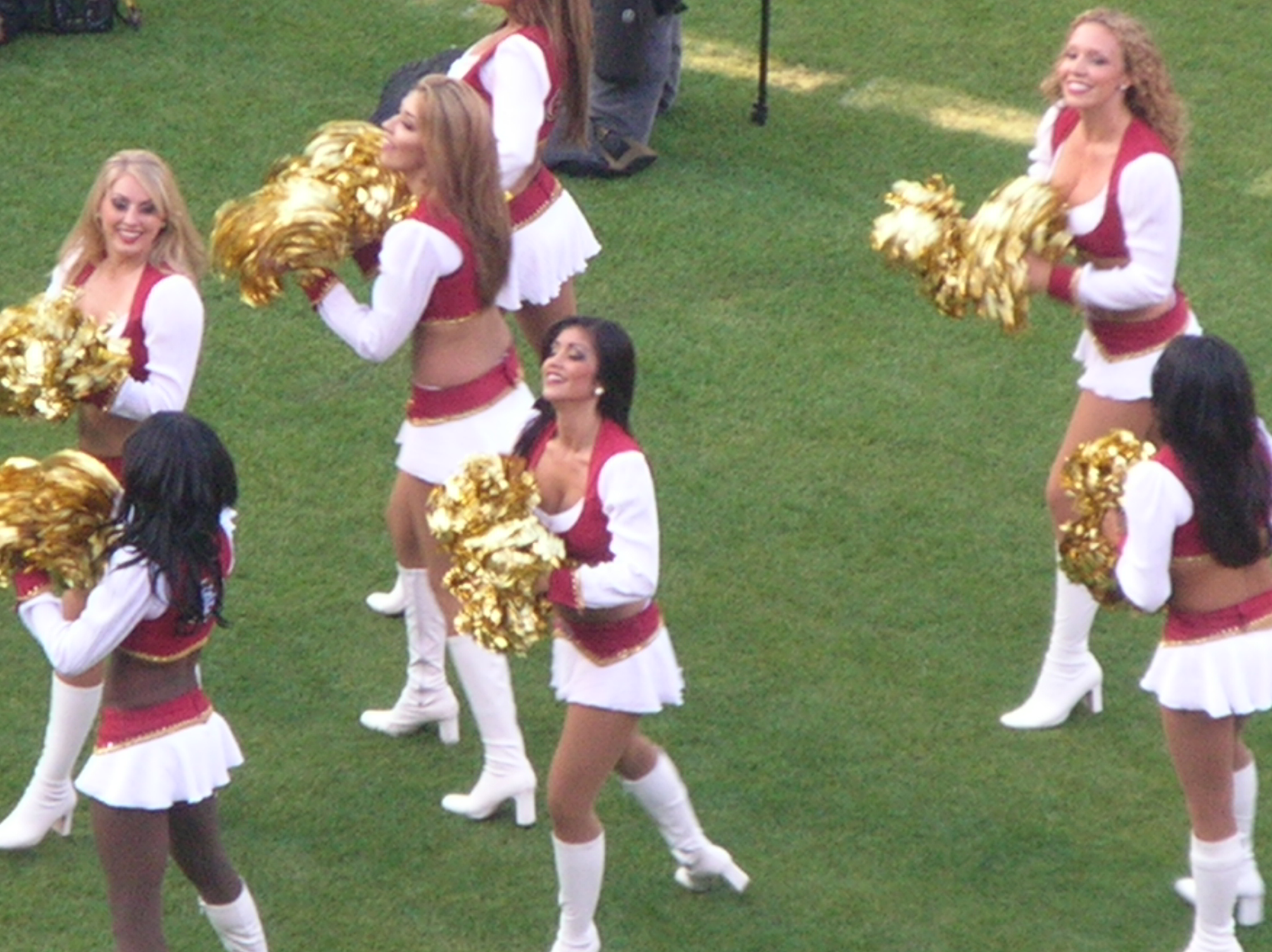
Cheerleaders vor einem Heimspiel

Das erste Maskottchen der 49ers war ein Maultier, welches Clementine hieß. Das Tier trug immer eine rote Satteldecke.
Das heutige, offizielle Maskottchen der 49er ist die Kunstfigur Sourdough Sam. Er trägt die Trikotnummer 49. Es wurde in den 1970er Jahren eingeführt und löste damit das vorherige Maskottchen Clementine ab.
Die Cheerleader der San Francisco 49ers werden seit 1979 San Francisco Gold Rush genannt. Die erste Cheerleader-Truppe bestand aus 14 Cheerleadern, heute sind es etwa 30 Cheerleader. Im alten Kezar Stadium traten die Cheerleader der 49ers noch als die Niner Nuggets auf, wo sie bekannt dafür waren, als einzige Cheerleader-Truppe auch zu singen.

## Die 49ers in der Populärkultur
Die San Francisco 49ers werden in der 1970er-Krimiserie Die Straßen von San Francisco wiederholt erwähnt, da der von Karl Malden verkörperte Protagonist Detective Lieutenant Mike Stone ein Fan der 49ers ist. Im Film Dirty Harry mit Clint Eastwood in der Hauptrolle spielt das alte Kezar Stadium der 49ers eine wichtige Rolle. Der Hauptcharakter des Films Das Streben nach Glück sieht ein Spiel der 49ers von einer VIP-Lounge aus.
Das 1988 gegründete italienische Italo House- und Eurodance-Projekt 49ers wurde nach dem Football-Team benannt.

## Rivalitäten

Diagramm des Spielzugs, der als „The Catch“ berühmt wurde

### Dallas Cowboys
Die Rivalität mit den Dallas Cowboys entspringt den frühen 1970er-Jahren, als die 49ers von den Cowboys 1970 und 1971 im NFC-Championship Game und 1972 in den Divisional Play-offs geschlagen wurden. Besonders im letzten Spiel war die Niederlage für die 49ers schmerzhaft, da sie bis 2 Minuten vor Spielende noch 28:16 geführt hatten und die Cowboys dann durch den eingewechselten Quarterback Roger Staubach ein Comeback (30:28 Endergebnis) schafften. 1981 konnten die 49ers die Cowboys in der NFC Championship besiegen, durch den als „The Catch“ berühmt gewordenen Passspielzug von Joe Montana zu Dwight Clark kurz vor Ende des Spiels erlangte das Spiel Kultstatus. Es steht zudem symbolisch für den Beginn der 49ers-Dynastie und den beginnenden Niedergang der Dallas Cowboys. Während die 49ers danach die NFL phasenweise dominierten, begann für die Cowboys, in den 1970er-Jahren unter dem Spitznamen „America's Team“ berühmt und das populärste Team landesweit, ein langsamer Niedergang in die sportliche Bedeutungslosigkeit. Zu Beginn der 1990er-Jahre flammte die Rivalität zwischen den 49ers und den wiedererstarkten Cowboys erneut auf, als die beiden Teams zwischen 1992 und 1994 jeweils in einem vorgezogenen Finale in der NFC Championship aufeinander trafen und der Sieger jeweils auch im Super Bowl dominieren konnte. 1992 und 1993 siegten die Cowboys, 1994 gelang den 49ers die Revanche. Zudem trugen die beiden Teambesitzer Edward DeBartolo Jr. und Jerry Jones aufgrund der starken Dominanz der beiden Teams auch eine Rivalität auf dem Transfermarkt aus und warben sich gegenseitig mehrfach hochklassige Spieler ab.
Die Cowboys haben im direkten Vergleich gegen die 49ers eine etwas bessere Bilanz mit 20 Siegen, 17 Niederlagen und einem Unentschieden (Stand Februar 2022).

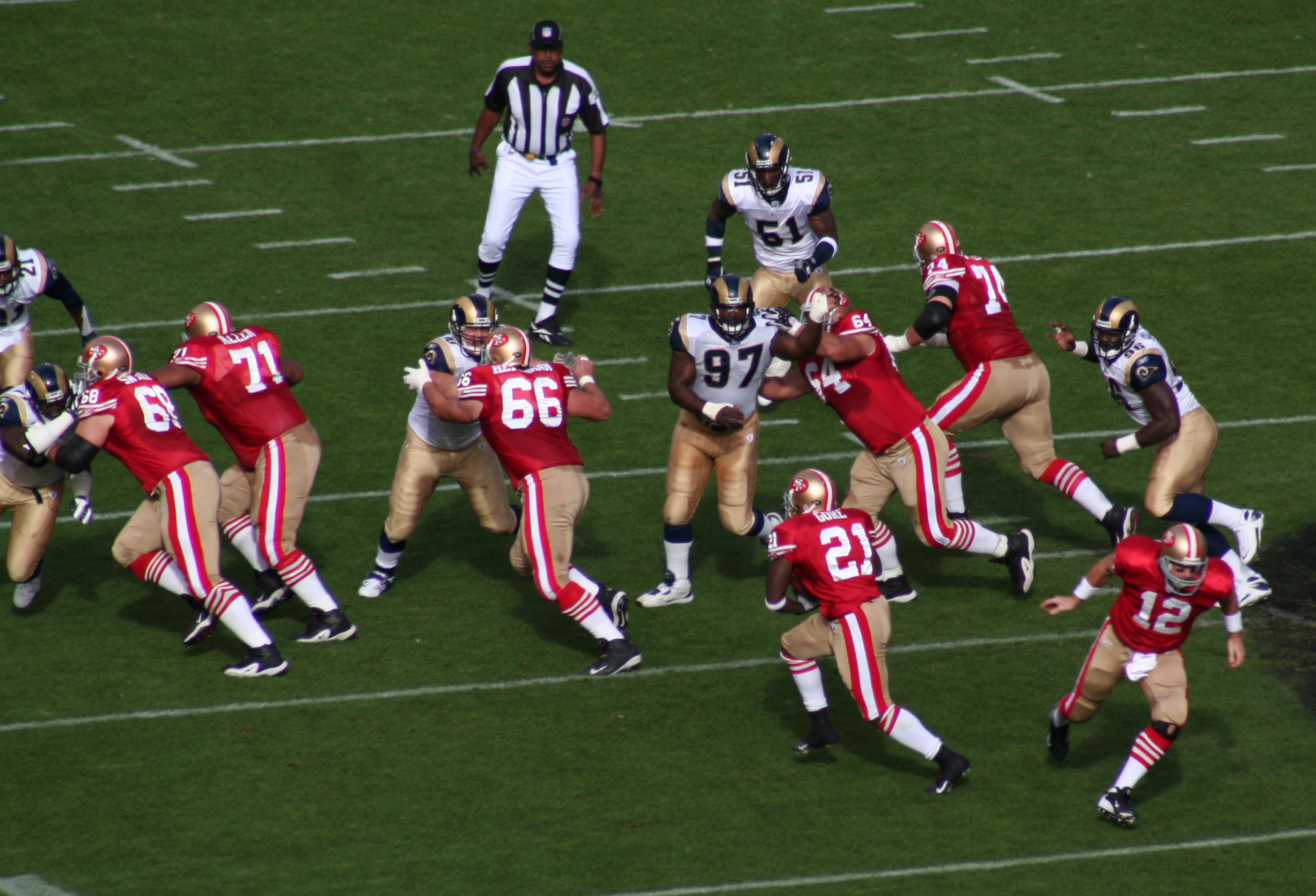
Spiel der 49ers 2007 gegen die Rams

### Los Angeles Rams
Mit den Los Angeles Rams tragen die 49ers eine Rivalität aus, die vor allem der andauernden gemeinsamen Zugehörigkeit zur NFC West geschuldet ist. Beide Teams sind Teil der NFC West seit ihrer Entstehung im Jahr 1970. Beobachter sehen zudem einen Aspekt der Rivalität auch darin begründet, dass die 49ers den Norden Kaliforniens repräsentieren, die Rams dagegen Südkalifornien. In den 1990er-Jahren konnten die 49ers dominieren und gewannen 17 Spiele in Folge. Die Rivalität mit den Rams hielt aber auch unverändert an, nachdem diese von Los Angeles 1995 nach St. Louis umzogen. Gegen kein Team haben die 49ers öfter gespielt. Das erste Mal trafen die beiden Mannschaften bereits 1950 aufeinander. Seitdem gab es insgesamt 145 Begegnungen, wobei die 49ers die etwas günstigere Bilanz aufweisen mit 75 Siegen, 68 Niederlagen und 3 Unentschieden (Stand Februar 2022). In den Play-offs trafen beide Teams erst zweimal aufeinander (1989 und 2021), dabei konnten die 49ers und Rams je eine Begegnung gewinnen. Von der amerikanischen Sportzeitschrift Sports Illustrated wurde die Rivalität zwischen den 49ers und den Rams bei der Wahl der 10 größten Rivalitäten in der NFL im Jahr 2009 an die Nummer 8 gesetzt. und CBS setzte diese Rivalität im Jahr 2020 auf Platz 7.

### Seattle Seahawks

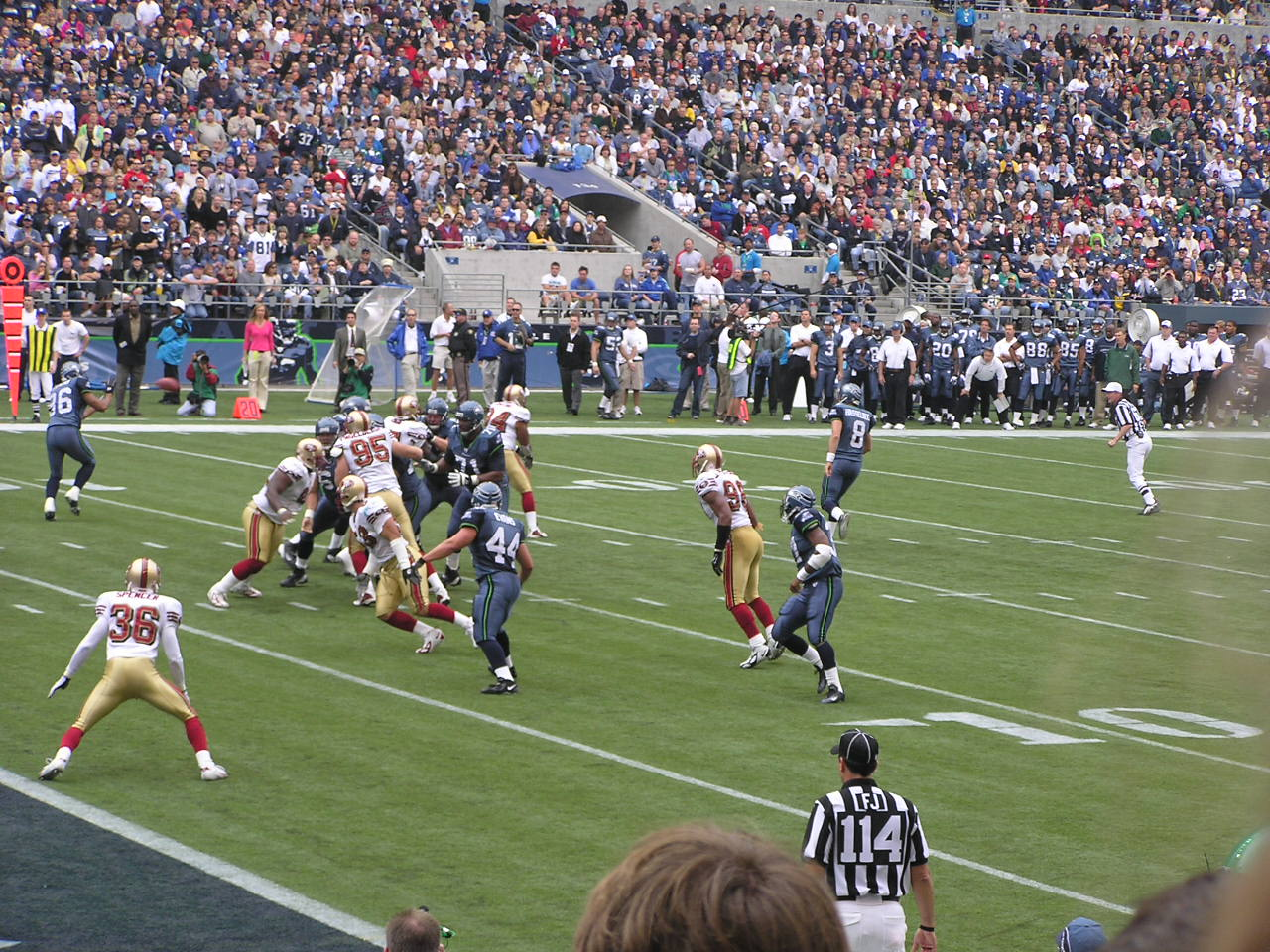
Das Spiel 49ers gegen Seahawks im September 2004

Die Rivalität zwischen den 49ers und den Seattle Seahawks ist neueren Ursprungs und entwickelte sich erst sukzessive, nachdem die Seahawks im Jahr 2002 im Zuge der weitreichenden Umgruppierung der Liga von 6 auf 8 Divisionen aus ihrer angestammten AFC West in die NFC West wechselten. Aufgrund ihrer fehlenden Historie galt die Rivalität zwischen den Teams weiterhin lange als vergleichsweise unbedeutend. Zudem waren die Spiele lange einseitig, da die 49ers die Spiele in der Zeit vor der Neustrukturierung der Liga im Jahr 2002 dominiert hatten, die Seahawks dann die Spiele von 2002 bis 2008 dominierten, während die 49ers sich in einer Übergangsphase befanden. Ab der Saison 2010 verstärkte sich dann jedoch die Rivalität beider Teams, nachdem die College-Rivalen Pete Carroll (USC) und Jim Harbaugh (Stanford) die beiden Trainerposten übernahmen und die 49ers und Seahawks um die Vorherrschaft der NFC West stritten. Zudem gibt es einen geographisch-kulturellen Aspekt, der nichts mit dem Sport zu tun hat; die beiden Westküstenstädte stehen zusätzlich seit Jahrzehnten in einer Konkurrenz zueinander. Im direkten Vergleich weisen die 49ers gegen die Seahawks eine negative Bilanz auf, mit 17 Siegen bei 30 Niederlagen (Stand Februar 2022).

### Weitere Rivalitäten

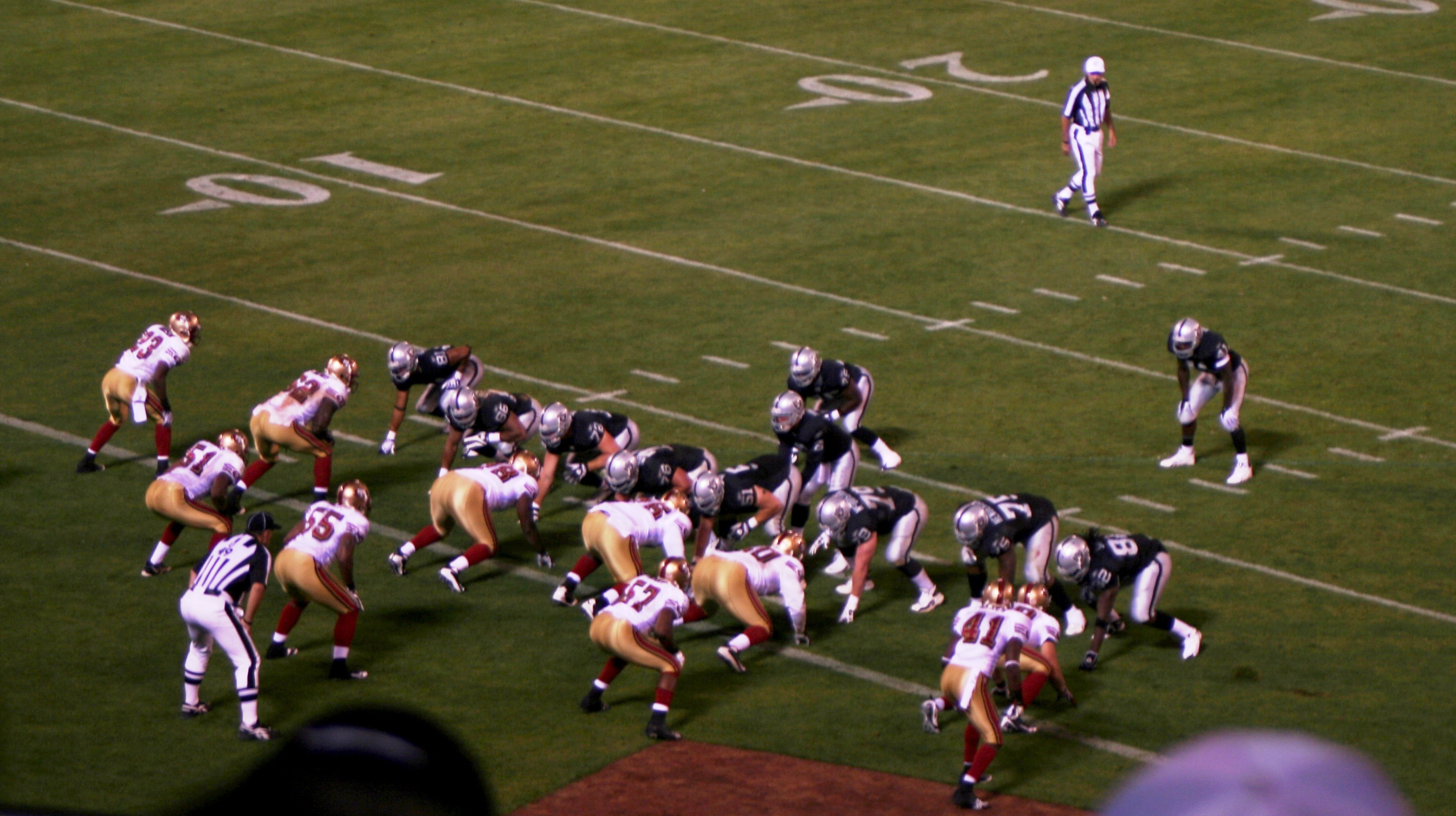
Raiders gegen 49ers im August 2008 in Oakland

Eine zeitweise Rivalität zu den New York Giants entwickelte sich im Laufe der 1980er-Jahre aufgrund der Stärke beider Mannschaften und der Rivalität zwischen den Trainern beider Teams, die jeweils eine sehr unterschiedliche Spielphilosophie hatten. Während die 49ers für ihre von Bill Walsh entworfene Offensive bekannt waren, stachen die Giants unter Trainer Bill Parcells und seinem Defensive Coordinator Bill Belichick vor allem durch ihre starke Defensive heraus, die mit ihren starken Defensivspezialisten wie Lawrence Taylor neue Maßstäbe im Pass Rush in der Defensive setzten. Parcells beschrieb sich selbst mit seinem klaren Fokus auf die Defensive als „einen kleinen Neandertaler. Ich denke, die Defensive ist der Schlüssel zu jedem Sport. Ich wollte niemals Football an sich coachen, sondern nur Football-Defense.“ Parcells prägte (nach einem gewonnenen Spiel) auch den Namen "West Coast-Offense" für Walshs Offensivsystem. Die Giants und 49ers trafen in dieser Zeit regelmäßig in den Play-offs aufeinander; dabei gewannen die 49ers 1981 und 1984, verloren jedoch in den Jahren 1985, 1986 und 1990 gegen die Giants, die erfolgsmäßig Mitte der 1980er zu den 49ers aufschlossen und sich 1986 und 1990 jeweils im Super Bowl die Meisterschaft sichern konnten. Die Giants sind mit insgesamt acht Spielen sehr häufig den 49ers in den Play-offs begegnet, zuletzt 2011 im NFC Championship Game. Die Teams sind bislang 42 Male aufeinander getroffen, die Bilanz ist mit 21-21 ausgeglichen (Stand Januar 2021). Diese Rivalität wurde von CBS im Jahr 2020 als die beste Rivalität der 1980er-Jahre ausgewählt, hauptsächlich aufgrund der hochklassigen Play-off-Spiele.
Zwischen den 49ers und den Raiders aus Oakland, geografisch nur durch die Bucht von San Francisco voneinander getrennt, bestand eine Rivalität, die als „Battle of the Bay“ bekannt war. Beide Teams trafen sich aufgrund ihrer jeweiligen Zugehörigkeit zur NFC (49ers) bzw. AFC (Raiders) nur selten in der Saison, trugen jedoch dafür ein jährliches Preseason-Spiel aus, bis es 2011 im Umfeld des Spiels zu Ausschreitungen und Schießereien kam. Die NFL entschied danach, die jährlichen Begegnungen auszusetzen, erst vor der Saison 2021 gab es wieder ein Preseason-Spiel zwischen beiden Mannschaften. Mit dem Wegzug der Raiders nach Las Vegas hörte die Rivalität auf, die mit einer ausgeglichenen Bilanz von 7-7 in der regulären Saison endete.

## Besondere Spieler

### Spieler in der Pro Football Hall of Fame
Bislang wurden 18 Personen in die Pro Football Hall of Fame aufgenommen, die hauptsächlich ihre Karriere bei den 49ers verbracht haben. Zusätzlich wurden dreizehn weitere ehemalige 49ers aufgenommen, jedoch verbrachten diese den Großteil ihrer Karriere bei einem anderen Team.
| Mitglieder der San Francisco 49ers in der Hall of Fame | Mitglieder der San Francisco 49ers in der Hall of Fame | Mitglieder der San Francisco 49ers in der Hall of Fame | Mitglieder der San Francisco 49ers in der Hall of Fame | Mitglieder der San Francisco 49ers in der Hall of Fame                         |
| Trikotnummer                                           | Name                                                   | Jahr der Aufnahme                                      | Position(en)                                           | Für die 49ers aktiv                                                            |
| ------------------------------------------------------ | ------------------------------------------------------ | ------------------------------------------------------ | ------------------------------------------------------ | ------------------------------------------------------------------------------ |
| –                                                      | Edward DeBartolo Jr.                                   | 2016                                                   | Besitzer                                               | 1977–2000                                                                      |
| –                                                      | Bill Walsh                                             | 1993                                                   | Head Coach                                             | 1979–1988 (Head Coach) 1999–2001 (Vize-Präsident, GM) 2002–2004 (Repräsentant) |
| –                                                      | Gil Brandt                                             | 2019                                                   | Scout                                                  | 1958–1959                                                                      |
| 8                                                      | Steve Young                                            | 2005                                                   | Quarterback                                            | 1987–1999                                                                      |
| 14                                                     | Y. A. Tittle                                           | 1971                                                   | Quarterback                                            | 1951–1960                                                                      |
| 16                                                     | Joe Montana                                            | 2000                                                   | Quarterback                                            | 1979–1992                                                                      |
| 21                                                     | Deion Sanders                                          | 2011                                                   | Cornerback                                             | 1994                                                                           |
| 22                                                     | Bob Hayes                                              | 2009                                                   | Wide Receiver                                          | 1975                                                                           |
| 26                                                     | Rod Woodson                                            | 2009                                                   | Safety / Cornerback                                    | 1997                                                                           |
| 32                                                     | O.J. Simpson                                           | 1985                                                   | Runningback                                            | 1978–1979                                                                      |
| 34                                                     | Joe Perry                                              | 1969                                                   | Runningback                                            | 1948–1960, 1963                                                                |
| 35                                                     | John Henry Johnson                                     | 1987                                                   | Fullback                                               | 1954–1956                                                                      |
| 37                                                     | Jimmy Johnson                                          | 1994                                                   | Cornerback                                             | 1961–1976                                                                      |
| 39                                                     | Hugh McElhenny                                         | 1970                                                   | Runningback                                            | 1952–1960                                                                      |
| 42                                                     | Ronnie Lott                                            | 2000                                                   | Safety / Cornerback                                    | 1981–1990                                                                      |
| 52                                                     | Patrick Willis                                         | 2024                                                   | Linebacker                                             | 2007–2014                                                                      |
| 56                                                     | Chris Doleman                                          | 2012                                                   | Defensive End                                          | 1996–1998                                                                      |
| 57                                                     | Rickey Jackson                                         | 2010                                                   | Defensive End                                          | 1994–1995                                                                      |
| 64                                                     | Dave Wilcox                                            | 2000                                                   | Linebacker                                             | 1964–1974                                                                      |
| 71                                                     | Larry Allen                                            | 2013                                                   | Guard                                                  | 2006–2007                                                                      |
| 73                                                     | Leo Nomellini                                          | 1969                                                   | Defensive Tackle                                       | 1949–1963                                                                      |
| 74                                                     | Fred Dean                                              | 2008                                                   | Defensive End                                          | 1981–1985                                                                      |
| 79                                                     | Bob St. Clair                                          | 2008                                                   | Tackle                                                 | 1953–1963                                                                      |
| 80                                                     | Jerry Rice                                             | 2010                                                   | Wide Receiver                                          | 1985–2000                                                                      |
| 81                                                     | Terrell Owens                                          | 2018                                                   | Wide Receiver                                          | 1996–2003                                                                      |
| 84                                                     | Randy Moss                                             | 2018                                                   | Wide Receiver                                          | 2012                                                                           |
| 88                                                     | Isaac Bruce                                            | 2021 a                                                 | Wide Receiver                                          | 2008–2009                                                                      |
| 91                                                     | Kevin Greene                                           | 2016                                                   | Linebacker                                             | 1997                                                                           |
| 95                                                     | Richard Dent                                           | 2011                                                   | Defensive End                                          | 1994                                                                           |
| 94/95                                                  | Charles Haley                                          | 2015                                                   | Defensive End, Linebacker                              | 1986–1991, 1998–1999                                                           |
| 97                                                     | Bryant Young                                           | 2022                                                   | Defensive End, Defensive Tackle                        | 1994–2007                                                                      |

### Zurückgezogene Trikotnummern

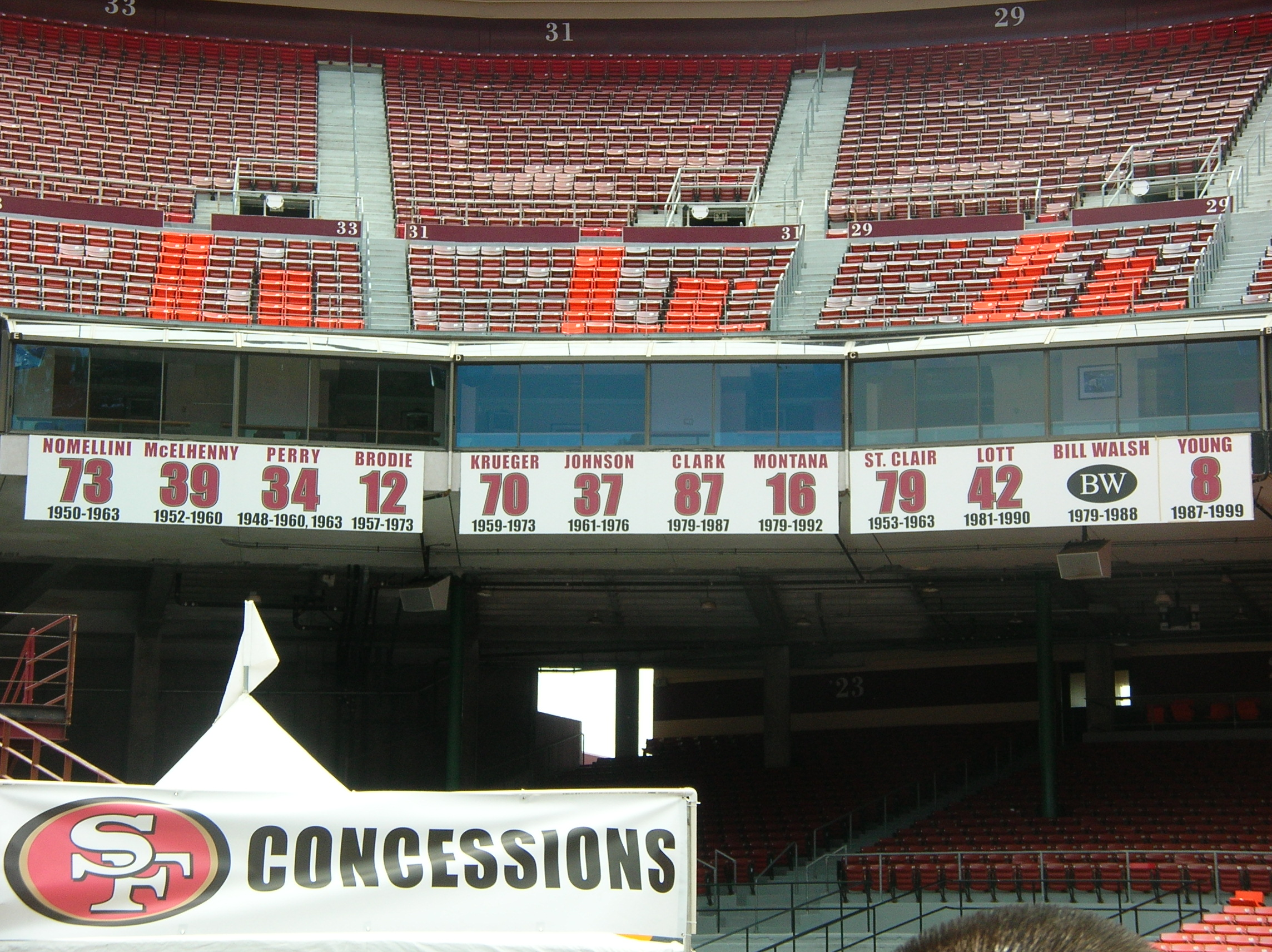
Im alten Stadion der 49ers, im Candlestick Park, waren die zurückgezogenen Trikotnummern auf der südöstlichen Seite ausgestellt (Bild von 2009).

| Retired Numbers der San Francisco 49ers |                      |                        |                               |
| Nr.                                     | Spieler              | Position               | Zeitraum                      |
| 8                                       | Steve Young          | QB                     | 1987–1999                     |
| 12                                      | John Brodie 1        | QB                     | 1957–1973                     |
| 16                                      | Joe Montana          | QB                     | 1979–1992                     |
| 34                                      | Joe Perry            | FB                     | 1948–60, 1963                 |
| 37                                      | Jimmy Johnson        | CB                     | 1961–1976                     |
| 39                                      | Hugh McElhenny       | RB                     | 1952–1960                     |
| 42                                      | Ronnie Lott          | CB, S                  | 1981–1990                     |
| 70                                      | Charlie Krueger      | DL                     | 1959–1973                     |
| 73                                      | Leo Nomellini        | DT                     | 1949–1963                     |
| 79                                      | Bob St. Clair        | T                      | 1953–1963                     |
| 80                                      | Jerry Rice           | WR                     | 1985–2000                     |
| 87                                      | Dwight Clark         | WR                     | 1979–1987                     |
| –                                       | Edward DeBartolo Jr. | Franchisebesitzer      | 1978–2000                     |
| –                                       | Bill Walsh           | HC VP, GM Repräsentant | 1979–1988 1999–2001 2002–2004 |

### Aktueller Kader
| Abkürzungen der Spieler-Positionen im American Football | Abkürzungen der Spieler-Positionen im American Football |
| ------------------------------------------------------- | --- |
| Offense                                                 | QB – Quarterback \| RB – Runningback \| FB – Fullback \| TE – Tight End \| E/WR – Wide Receiver \| T – Tackle \| G – Guard \| C – Center |
| Defense                                                 | DT – Defensive Tackle \| DE – Defensive End \| NT – Nose Tackle \| LB – Linebacker \| ILB – Inside Linebacker \| MLB – Middle Linebacker \| OLB – Outside Linebacker \| CB – Cornerback \| NB – Nickelback \| FS – Free Safety \| SS – Strong Safety |
| Special Teams                                           | K – Kicker \| P – Punter \| KS – Kicking Specialist \| KOS – Kickoff Specialist \| LS – Long Snapper \| RS – Return Specialist \| KOR/KR – Kick Returner \| PR – Punt Returner \| PP – Punt Protector                                                |

## Trainer (Head Coaches)

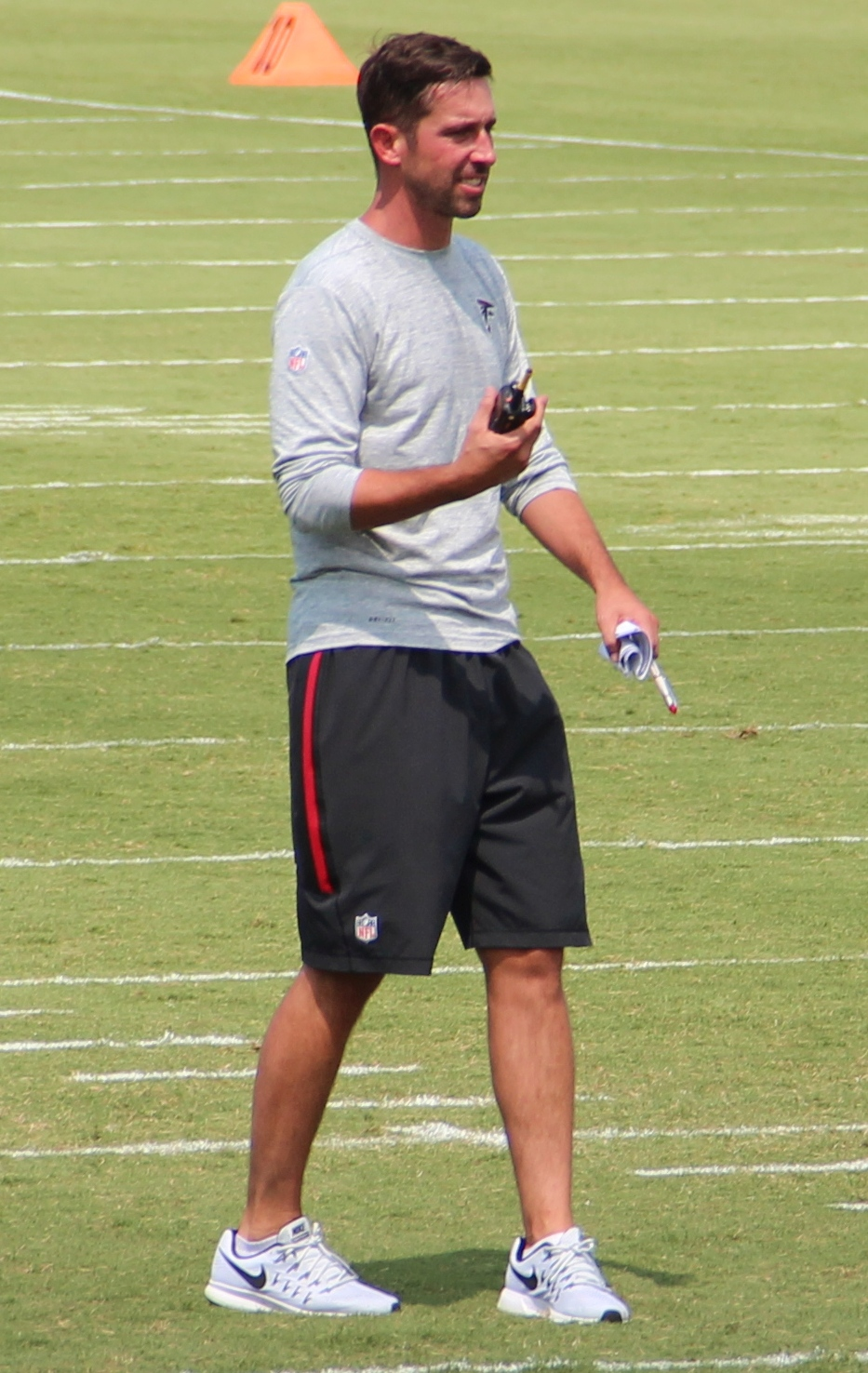
Kyle Shanahan ist seit der Saison 2017 Head Coach der 49ers.

Folgende Personen waren Head Coach der San Francisco 49ers und bestritten ein oder mehrere Spiele (Stand: Saisonende 2024).
| #         | Reihenfolge der Trainer                           |
| Spiele    | Spiele als Trainer                                |
| S         | Siege                                             |
| N         | Niederlagen                                       |
| UE        | Unentschieden                                     |
| Gewonnen% | Siegquote                                         |
| *         | Ausschließlich bei den 49ern als Head Coach aktiv |

| #                   | Name                       | Zeitraum  | Regular Season | Regular Season | Regular Season | Regular Season | Regular Season | Play-offs | Play-offs | Play-offs | Erfolge/Auszeichnungen | Referenz |
| #                   | Name                       | Zeitraum  | Spiele         | S              | N              | UE             | Gewonnen%      | Spiele    | S         | N         | Erfolge/Auszeichnungen | Referenz |
| ------------------- | -------------------------- | --------- | -------------- | -------------- | -------------- | -------------- | -------------- | --------- | --------- | --------- | --- | -------- |
| San Francisco 49ers |                            |           |                |                |                |                |                |           |           |           | |          |
| 1                   | Lawrence „Buck“ Shaw       | 1946–1954 | 114            | 71             | 39             | 4              | .640           | 2         | 1         | 1         | | [ 240 ]  |
| 2                   | Norman P. „Red“ Strader    | 1955      | 12             | 4              | 8              | 0              | .333           | –         | –         | –         | | [ 241 ]  |
| 3                   | Frank C. „Frankie“ Albert* | 1956–1958 | 36             | 19             | 16             | 1              | .528           | 1         | 0         | 1         | | [ 242 ]  |
| 4                   | W. Howard „Red“ Hickey*    | 1959–1963 | 55             | 27             | 27             | 1              | .491           | –         | –         | –         | | [ 243 ]  |
| 5                   | Jack Christiansen* 1       | 1963–1967 | 67             | 26             | 38             | 3              | .406           | –         | –         | –         | | [ 244 ]  |
| 6                   | Dick Nolan                 | 1968–1975 | 112            | 54             | 53             | 5              | .457           | 5         | 2         | 3         | AP NFL Trainer des Jahres (1970) | [ 245 ]  |
| 7                   | Monte Clark                | 1976      | 14             | 8              | 6              | 0              | .571           | –         | –         | –         | | [ 246 ]  |
| 8                   | Ken Meyer*                 | 1977      | 14             | 5              | 9              | 0              | .357           | –         | –         | –         | | [ 247 ]  |
| 9                   | Pete McCulley* 2           | 1978      | 9              | 1              | 8              | 0              | .111           | –         | –         | –         | | [ 248 ]  |
| 10                  | Fred O’Connor*             | 1978      | 7              | 1              | 6              | 0              | .143           | –         | –         | –         | | [ 249 ]  |
| 11                  | Bill Walsh*                | 1979–1988 | 152            | 92             | 59             | 1              | .609           | 14        | 10        | 4         | AP NFL Trainer des Jahres (1981) UPI NFL Trainer des Jahres (1981, 1984) Sporting News NFL Trainer des Jahres (1981) Pro Football Weekly NFL Trainer des Jahres (1981) Super Bowl XVI, XIX, XXIII | [ 250 ]  |
| 12                  | George Seifert             | 1989–1996 | 128            | 98             | 30             | 0              | .766           | 15        | 10        | 5         | Pro Football Weekly NFL Trainer des Jahres (1989) Sporting News NFL Trainer des Jahres (1990, 1994) Super Bowl XXIV, XXIX                                                                         | [ 251 ]  |
| 13                  | Steve Mariucci             | 1997–2002 | 96             | 57             | 39             | 0              | .594           | 7         | 3         | 4         | | [ 252 ]  |
| 14                  | Dennis Erickson            | 2003–2004 | 32             | 9              | 23             | 0              | .281           | –         | –         | –         | | [ 253 ]  |
| 15                  | Mike Nolan*                | 2005–2008 | 55             | 18             | 37             | 0              | .327           | –         | –         | –         | | [ 254 ]  |
| 16                  | Mike Singletary* 3         | 2008–2010 | 40             | 18             | 22             | 0              | .462           | –         | –         | –         | | [ 255 ]  |
| 17                  | Jim Tomsula* 4             | 2010      | 1              | 1              | 0              | 0              | 1.000          | –         | –         | –         | | [ 256 ]  |
| 18                  | Jim Harbaugh               | 2011–2014 | 64             | 44             | 19             | 1              | .695           | 8         | 5         | 3         | AP NFL Trainer des Jahres (2011) Sporting News NFL Trainer des Jahres (2011) | [ 257 ]  |
| –                   | Jim Tomsula*               | 2015      | 16             | 5              | 11             | 0              | .313           | –         | –         | –         | | [ 256 ]  |
| 19                  | Chip Kelly                 | 2016      | 16             | 2              | 14             | 0              | .125           | –         | –         | –         | | [ 258 ]  |
| 20                  | Kyle Shanahan*             | 2017–     | 132            | 70             | 62             | 0              | .530           | 12        | 8         | 4         | | [ 259 ]  |

## Auszeichnungen
Die San Francisco 49ers vergeben jedes Jahr sechs Auszeichnungen an die eigenen Spieler, um verschiedene Leistungen zu würdigen. Folgende Ehrungen werden jedes Jahr vergeben: Der Len Eshmont Award, der Bobb McKittrick Award, der Matt Hazeltine Award, der Garry Niver Award, der Bill Walsh Award und der Thomas Herrion Award. Die wichtigste Ehrung ist der Bill Walsh Award. Mit diesem wird der Most Valuable Player der 49ers von den Coaches ausgezeichnet.
Zusätzlich wird ein Spieler mit dem Ed Block Courage Award ausgezeichnet.

## Bilanzen und Rekorde
San Francisco 49ers/Zahlen und Rekorde stellt wichtige individuelle Teamrekorde bei den 49ers, die direkten Vergleiche mit den anderen American-Football-Teams, die Saisonbilanzen seit 1946 und die Erstrunden Draft-Picks seit 1950 dar.